# Kratzquartier
Das Kratzquartier war bis 1891 ein Quartier in der Stadt Zürich. 1315 wurde es erstmals erwähnt. Bis zur Reformation 1524 gehörte es zur Abtei des Fraumünsters. Vom Quartier ist heute nichts mehr erhalten; es wurde zwischen 1877 und 1891 in der «Grossen Bauperiode» gänzlich abgetragen.

## Lage
Das Kratzquartier lag am damaligen Stadtrand zwischen der Fraumünsterabtei und dem Zürichsee. Es hatte zeitweise nur in der nordöstlichen Ecke einen schmalen Ein- und Ausgang zur Limmat hin; sonst war es abgeschlossen. Im Norden lagen das Fraumünsterkloster und eine an seine Umfriedung angelehnte Häuserzeile, im Westen stand die Stadtmauer mit dem Fröschengraben dahinter; im Süden war der See und im Osten floss die Limmat.

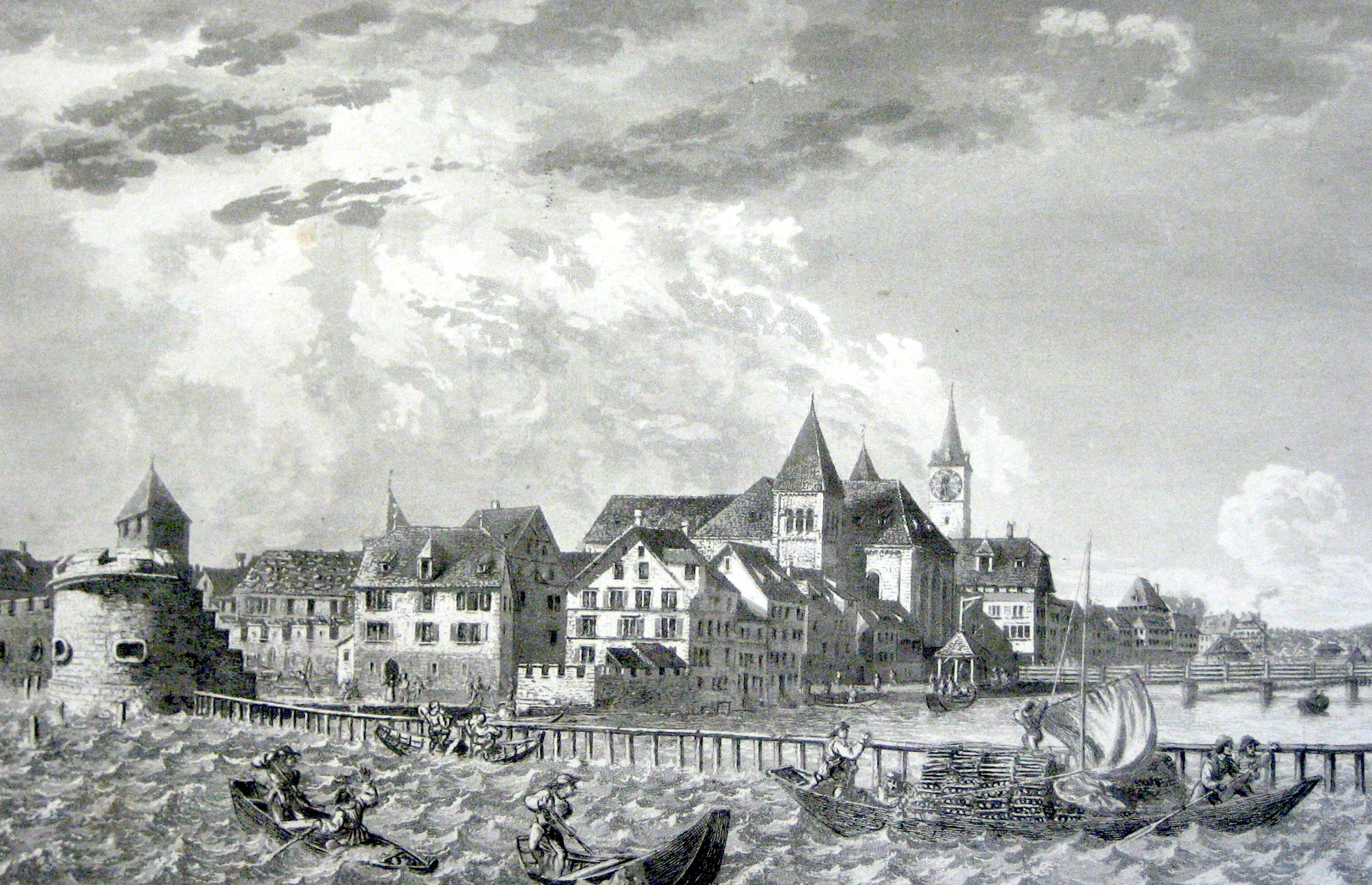
Blick zum Kratz vor 1538
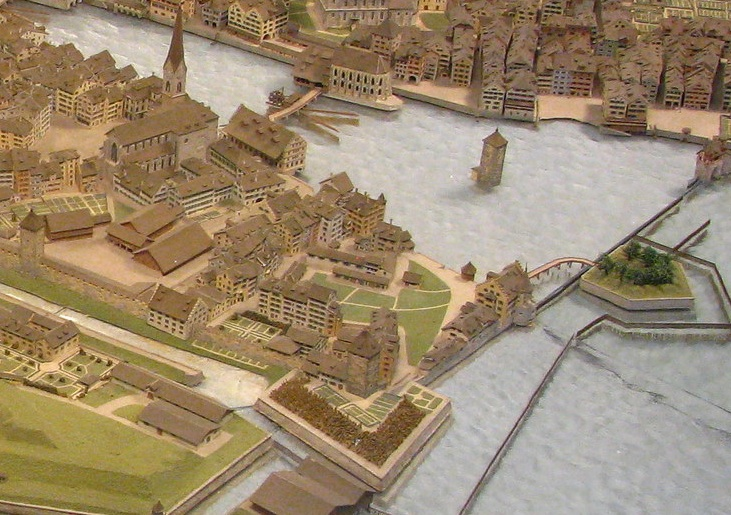
Kratzquartier um 1790 im Stadtmodell von Hans Langmack
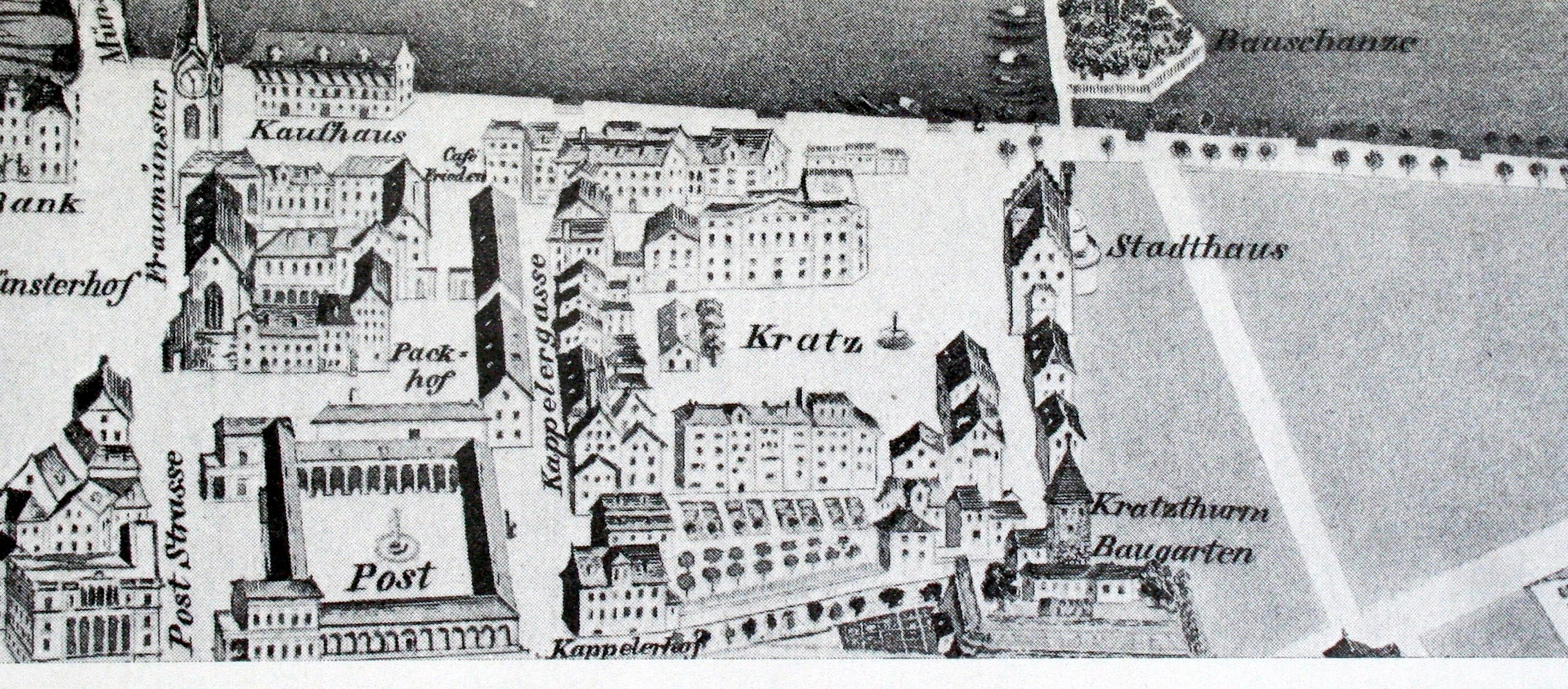
Kratzquartier 1850, Plan von H.F. Leuthold
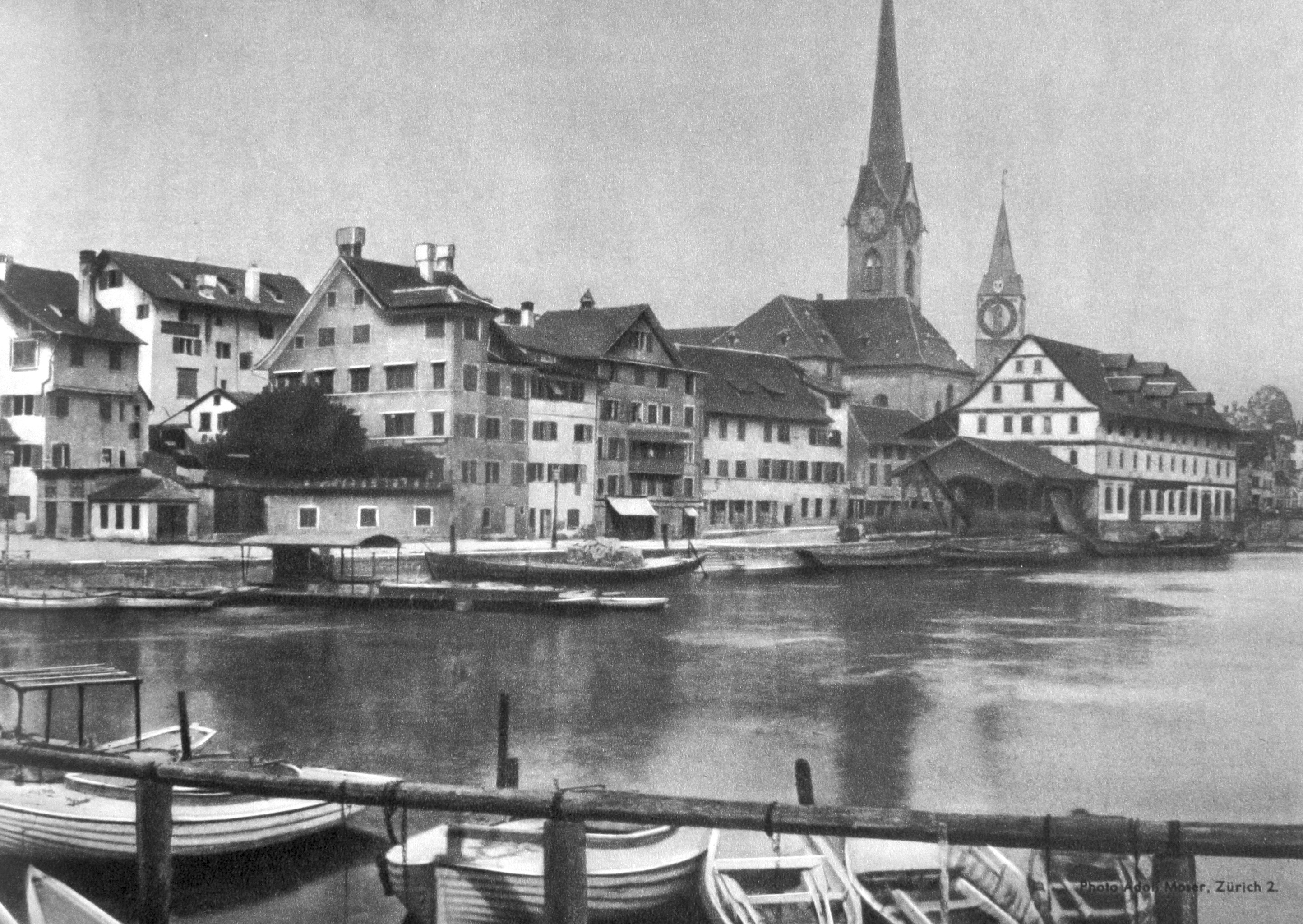
1880

## Name
Die abgeschlossene Lage mag dem Quartier seinen Namen gegeben haben: Ein «Kratten» bezeichnet einen Korb und entspricht damit der Sackgasse, die das Quartier bildete. Der Name «Kratz» wird heute nicht mehr verwendet.

## Murerplan

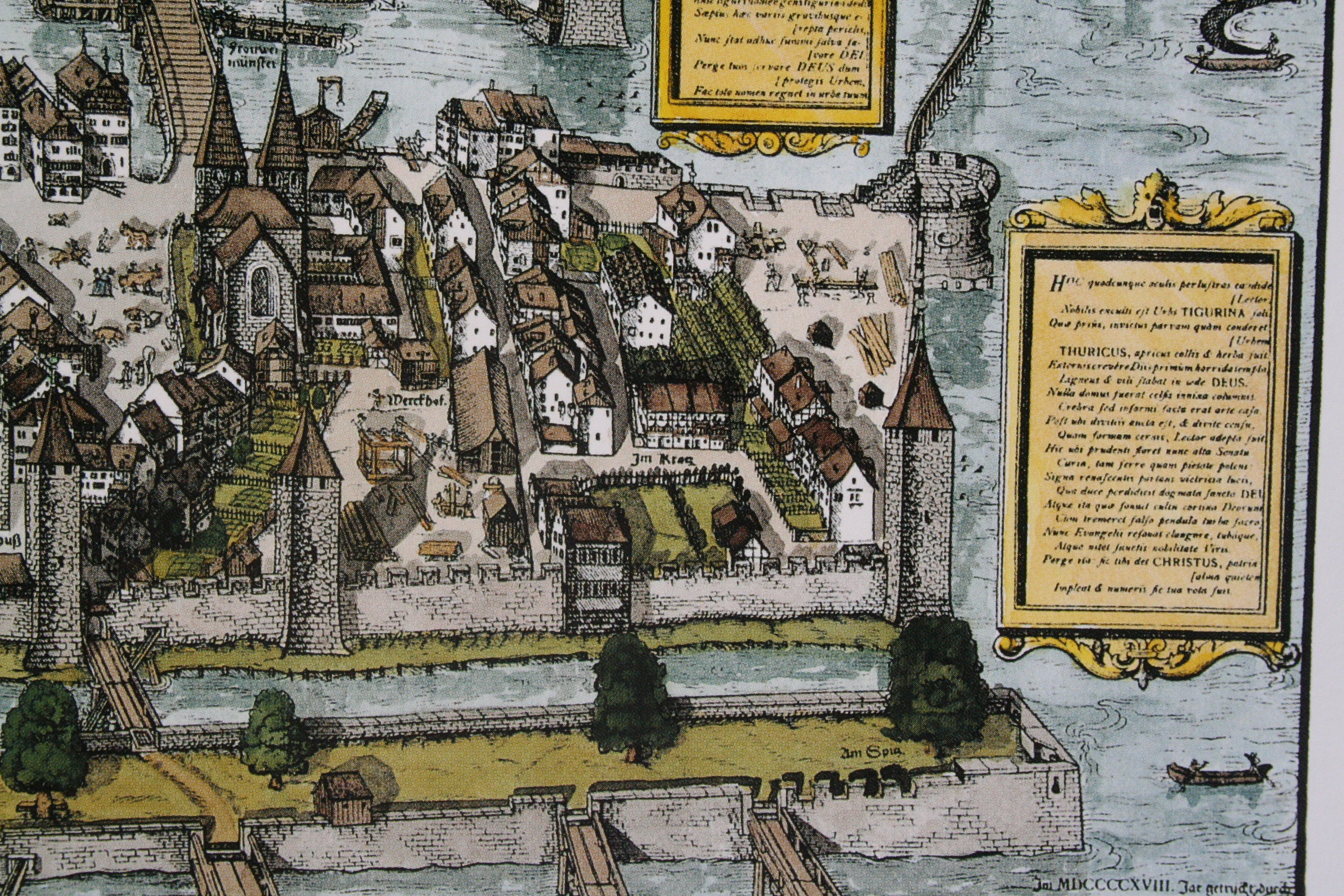
Das Kratzquartier 1576 auf dem Murerplan

Der Murerplan von 1576 zeigt eine Momentaufnahme aus dem Kratzquartier. Murer zeigt das Quartier von Westen: vorne die Stadtmauer mit dem Wollishoferturm links, dem Äbtissinnenturm, dem Kappelerhof und dem Kratzturm am See. Östlich des Turms liegt der 1470 durch Aufschüttung gewonnene dreieckige Werkplatz für Steinmetze und Zimmerleute. Fundamente der nach 1540 gebauten Häuser und der alten Stadtmauer, die den Platz im Norden begrenzte, wurden im Frühjahr 2000 in der Börsenstrasse vor der Nationalbank freigelegt. Im Westen des Rundturmes des Ravelins wird man das neue Bauhaus erstellen. Ein weiterer Werkplatz der Zimmerleute lag hinter dem Fraumünster. Der Schwenkkran zum Entladen der Steinblöcke steht noch vor dem Fraumünster; einige Jahre später wurde er limmataufwärts vor dem neuen Bauhaus aufgebaut.

## Bevölkerung

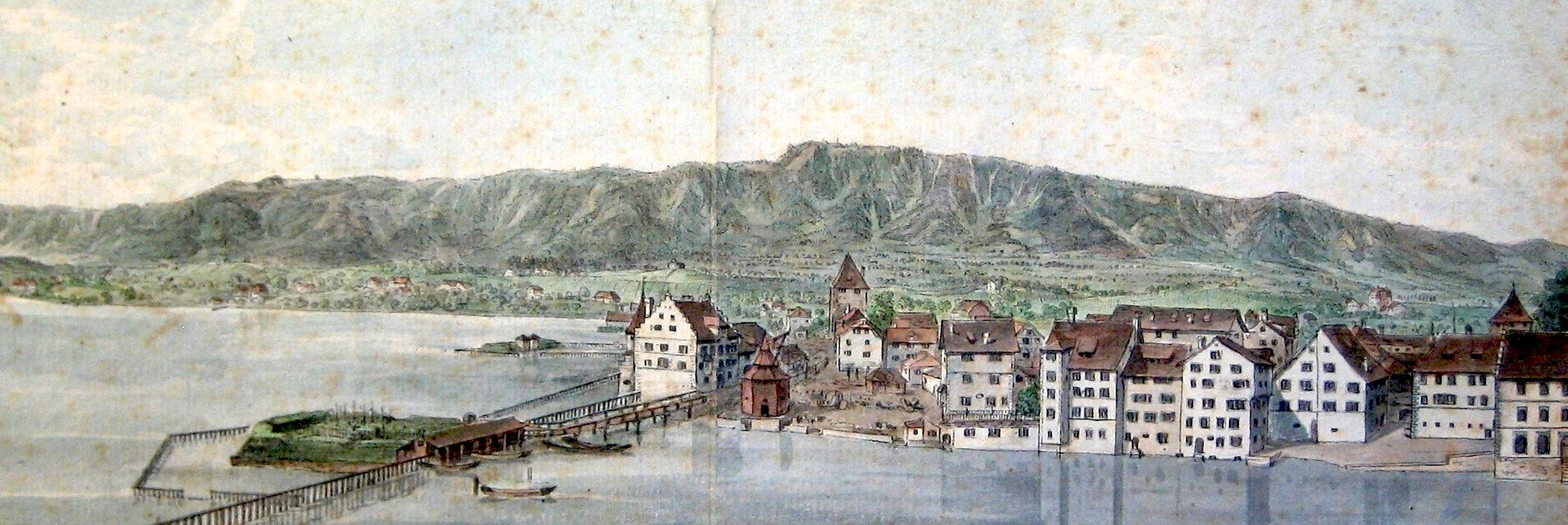
Ansicht von Osten, vor 1540

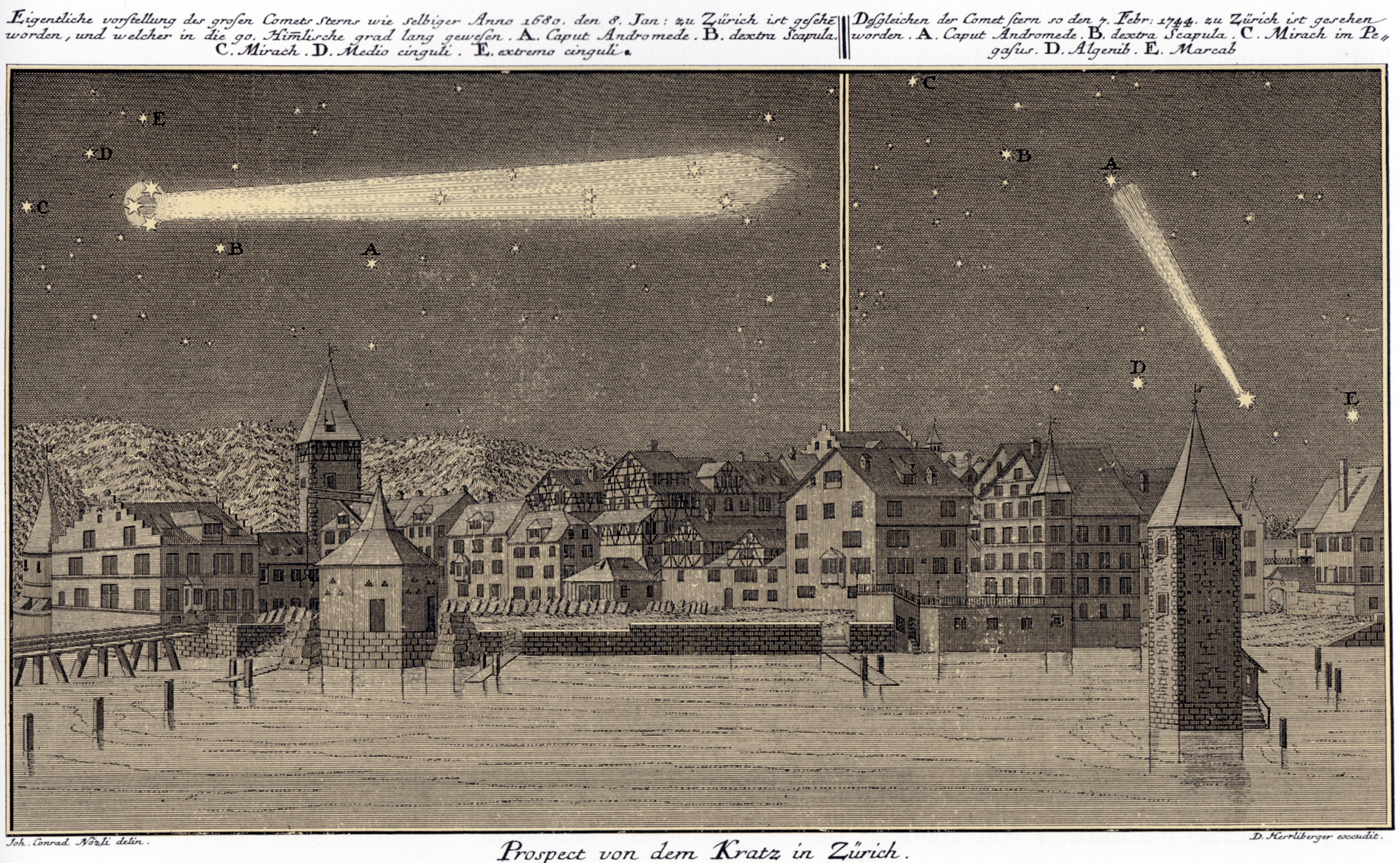
Ansicht von 1744 mit den Kometen von 1680/81 und 1744

Die verwinkelten und dicht aneinander gedrängten Häuser glichen den ärmlichen Vorstädten, wie sie auch in anderen Städten Europas zu finden waren, so zum Beispiel in Bern, Ulm, Wien oder Heidelberg.
Im Kratz wohnten zahlreiche Arme und Randständige. So lebten hier etwa Wäscherinnen, Kesselflicker, der Totengräber des Fraumünsters, der Scharfrichter und Prostituierte. An der Kapplergasse 11 stand das Haus «Zum reisenden Mann», in dem um 1450 der Henker Peter Heiden lebte. 1454 verkaufte er es weiter. Um 1400 gehörte die Hälfte der Kratzbewohner zu den ärmsten Bewohnern der Stadt; in anderen Quartieren machten sie einen Fünftel aus. Organisiert waren sie in der Constaffel, die für Verstorbene die Beerdigungskosten übernahm. Im Jahr 1500 gehörten ihr 48 Kratzbewohner an. Als Auffangbecken für Fahrende und Bettler war das Kratzquartier auch über die Grenzen der heutigen Schweiz bekannt.
Durch die Übernahme der Armenfürsorge durch die Stadt wurde das Kratzquartier nach der Reformation stärker in die Stadt eingebunden. 1546 verschwanden die Kratzbewohner aus den Verzeichnissen der Constaffel.
Nach der Errichtung des Bauhauses im Jahr 1586 zogen vermehrt Bauhandwerker, wie Steinmetze und Zimmerleute, sowie Beamte der Stadt in das Quartier. Aus der Volkszählung von 1637 geht hervor, dass die über der Inschrift «Im Kratz» sichtbare Häuserzeile mit den Fachwerk-Obergeschossen eine eigentliche Steinmetzsiedlung wurde, in der auch der bekannte Hans Heinrich Stadler (1603–1660) lebte.

### Sechseläuten
Auf Bewohner des Kratzquartiers geht der Brauch zurück, heute beim Sechseläuten einen mit Feuerwerkskörpern gefüllten «Böögg» zu verbrennen. Auf verschiedenen «Richtplätzen» verbrannten die Buben des Quartiers seit Jahrhunderten trotz eines seit dem Ende des 15. Jahrhunderts geltenden Verbots jeweils einen oder mehrere Strohpuppen. Aus dem Sechseläutenfeuer, das seit 1868 ein Anwohnerverein im Kratz organisierte, entwickelte sich die heutige Verbrennung des «Bööggs» zum Ende des Sechseläutens. Wie viele Feuerbräuche war der Brauch ursprünglich an die Frühjahrs-Tagundnachtgleiche gebunden.

## Entwicklung

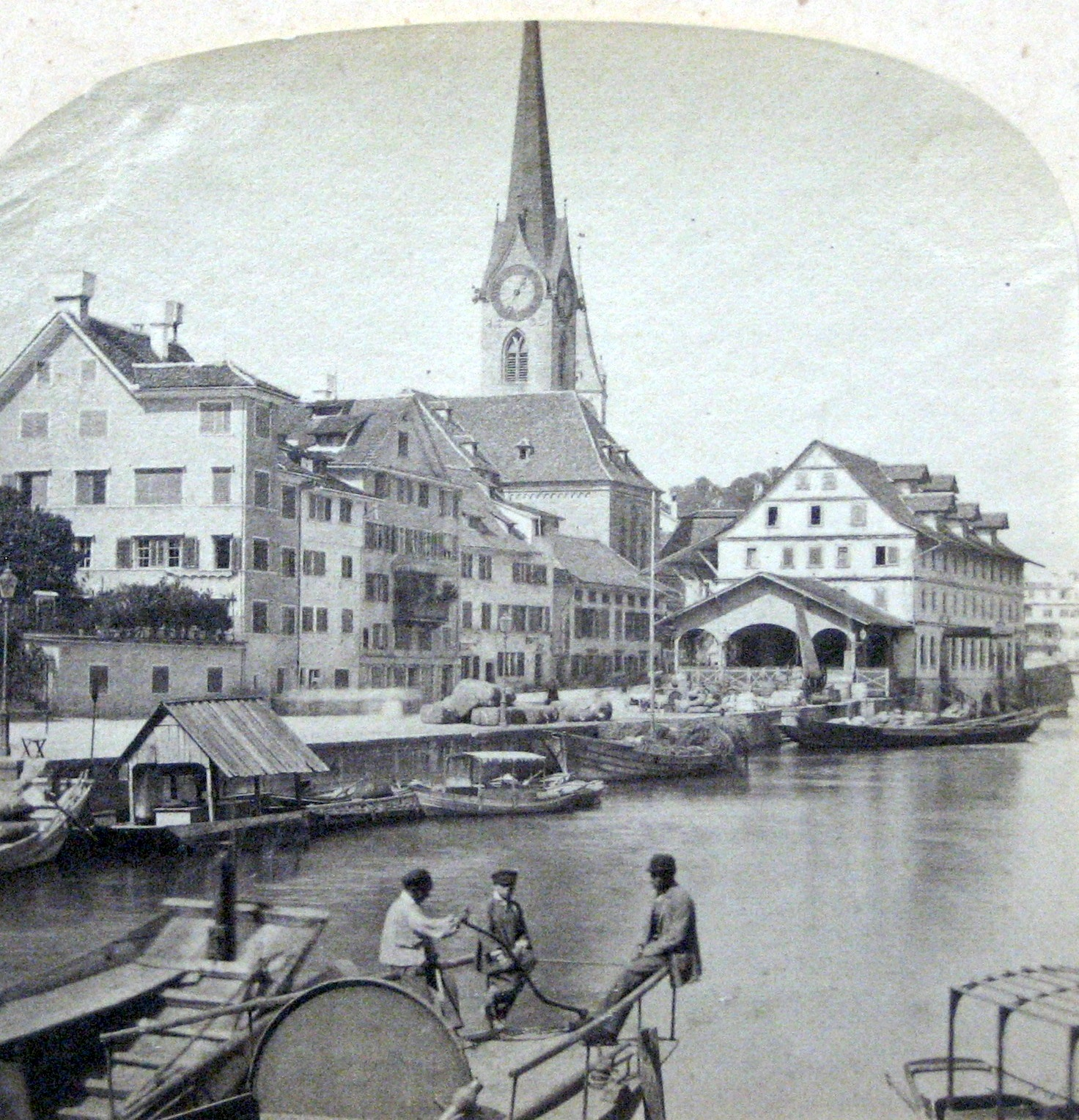
Um 1880

Der nach dem «Urkundenbuch der Stadt und Landschaft Zürich» von Paul Schweizer rekonstruierte «Plan der Stadt Zürich»  verzeichnet 1336 im Kratzquartier nur sechs Häuser, die mehrheitlich schon in der zweiten Hälfte des 13. Jahrhunderts erbaut wurden. Zu diesen ältesten Bauten gehörte der Kappelerhof des Klosters Kappel, zwei Häuser an der Ringmauer zwischen Kratzturm und dem Kratztürli, das Pfrundhaus «Zum Leopard» an der Limmat, das daran angebaute Pfisterhaus der Äbtissin «Zum goldenen Winkel» und das Haus des Henkers beim Kratztürchen. Bis zur Reformation war das Kratzquartier eine kleine, dicht bebaute Siedlung südlich des Klosterbezirks, die durch geschlossene Häuserzeilen und die Stadtbefestigung des 13. Jahrhunderts vom Rest der Stadt klar abgegrenzt war.
Eine grosse Veränderung der baulichen Struktur brachte im Winter 1540/1541 die Aufschüttung und Befestigung des Seeufers nach Süden: Die Ufermauer wurde in den See hinaus versetzt und das dazwischen liegende Gelände trockengelegt. Als Füllmaterial dienten Abfälle und Abbruchmaterial, das am Schluss mit Sand bedeckt wurde. Zeitweise wurde Tag und Nacht und auch am Sonntag gearbeitet.
Auf dem dreieckförmigen Areal entstanden so der städtische Werkplatz für Steinmetze und Zimmerleute sowie an der Limmat zum See hin unter der Leitung von Baumeister Lavater der Halbturm des Ravelin im Kratz.
Das alte Zentrum des Kratz, das Sakramenthaus, wurde zusammen mit dem dazugehörenden Weingarten bereits 1585 abgebrochen; an seiner Stelle entstand eine auf den Platz ausgerichtete Häuserzeile.

## Häuser

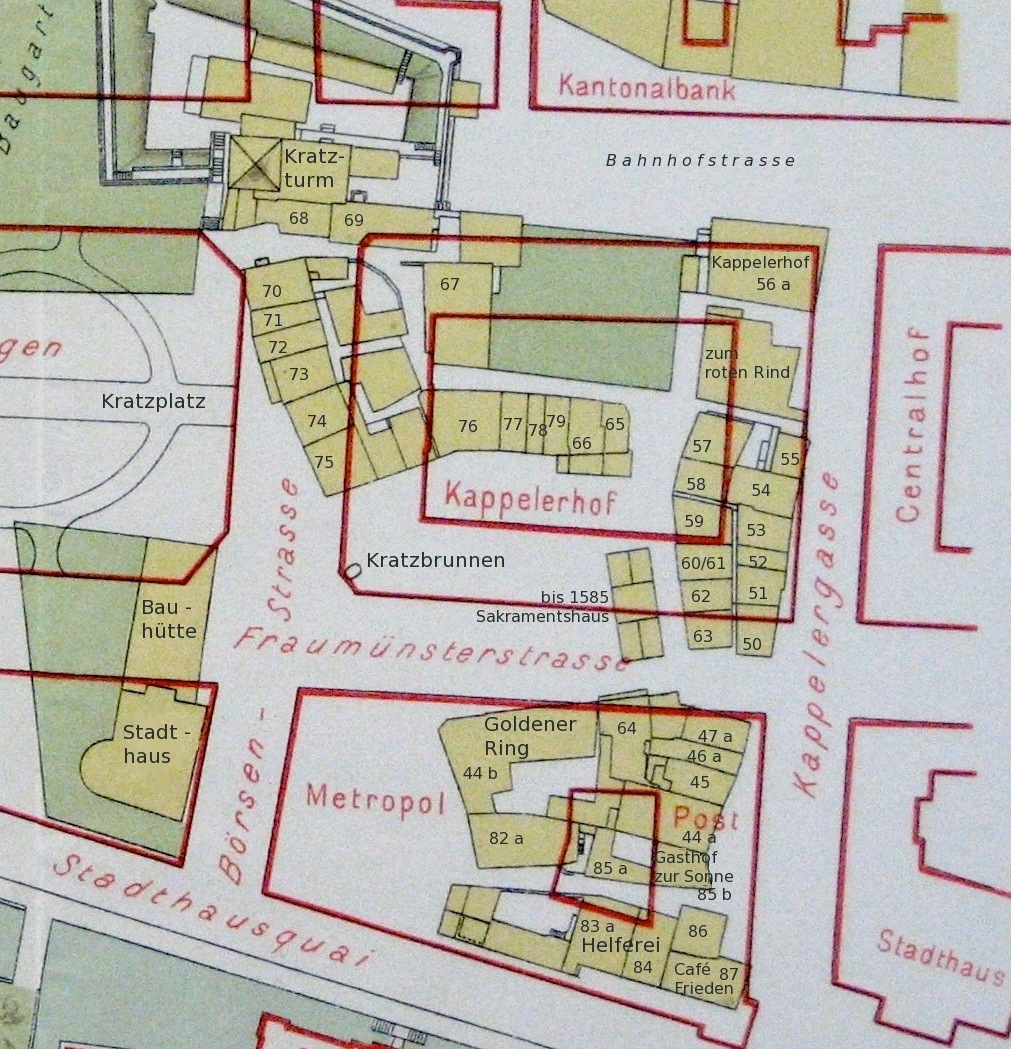
Detailplan des Kratzquartier vor und nach dem Umbau

Jedes Haus im Kratzquartier hatte einen Namen; die meisten davon sind erhalten geblieben. In einem Plan, der die Situation vor und nach dem Umbau anzeigt, sind die Assekuranznummern der einzelnen Gebäude eingetragen.
| Assekuranz- nummer | Name des Hauses                       | Assekuranz- nummer | Name des Hauses           |
| ------------------ | ------------------------------------- | ------------------ | ------------------------- |
| 44a                | Zum Goldenen Ring (Gasthof zur Sonne) | 63                 | Steinen Gesicht           |
| 44b                | Zum goldenen Ring                     | 64                 | Engel (Gasthof zur Sonne) |
| 45                 | Leere Taschen                         | 65                 | Gelbe Rose                |
| 46a                | Zimmeraxt                             | 66                 | Zum Winkelmass            |
| 47a                | Zum fliegenden Engel                  | 67                 | Zum Granatapfel           |
| 47b                | Zum kleinen Engel                     | 68                 | An der Ringmauer          |
| 48                 | Schwarzer Stern                       | 69                 | Zum goldenen Winkel       |
| 49                 | Weisser Schwan                        | 70                 | Zu allen Winden           |
| 50                 | Wilhelm Tell                          | 71                 | Steinböckli               |
| 51                 | Halb Leu                              | 72                 | Breitaxt                  |
| 52                 | Geduld                                | 73                 | Zum Meerfräuli            |
| 53                 | Zum reisenden Mann                    | 74                 | Zur Königskron            |
| 54                 | Ludimoderator (Spielleiter)           | 75                 | Zum alten Sonnenzeit      |
| 55                 | Zum roten Rössli                      | 76                 | Linsischhaus              |
| 56a                | Kappelerhaus                          | 77                 | Paradies                  |
| 57                 | Vorderer Kratz                        | 78                 | Alte Schul                |
| 58                 | Kleine Rose                           | 79                 | Zum gelben Stern          |
| 59                 | Harzpfanne                            | 82a                | Zum grossen Spinnhof      |
| 60                 | Sonnenzeit                            | 83a                | Steinhof (Zur Stegen)     |
| 61                 | Zum Fass                              | 84                 | Zum Wolf (Helferei)       |
| 62                 | Weinhauen                             | 85a                | Zum Eckstein              |

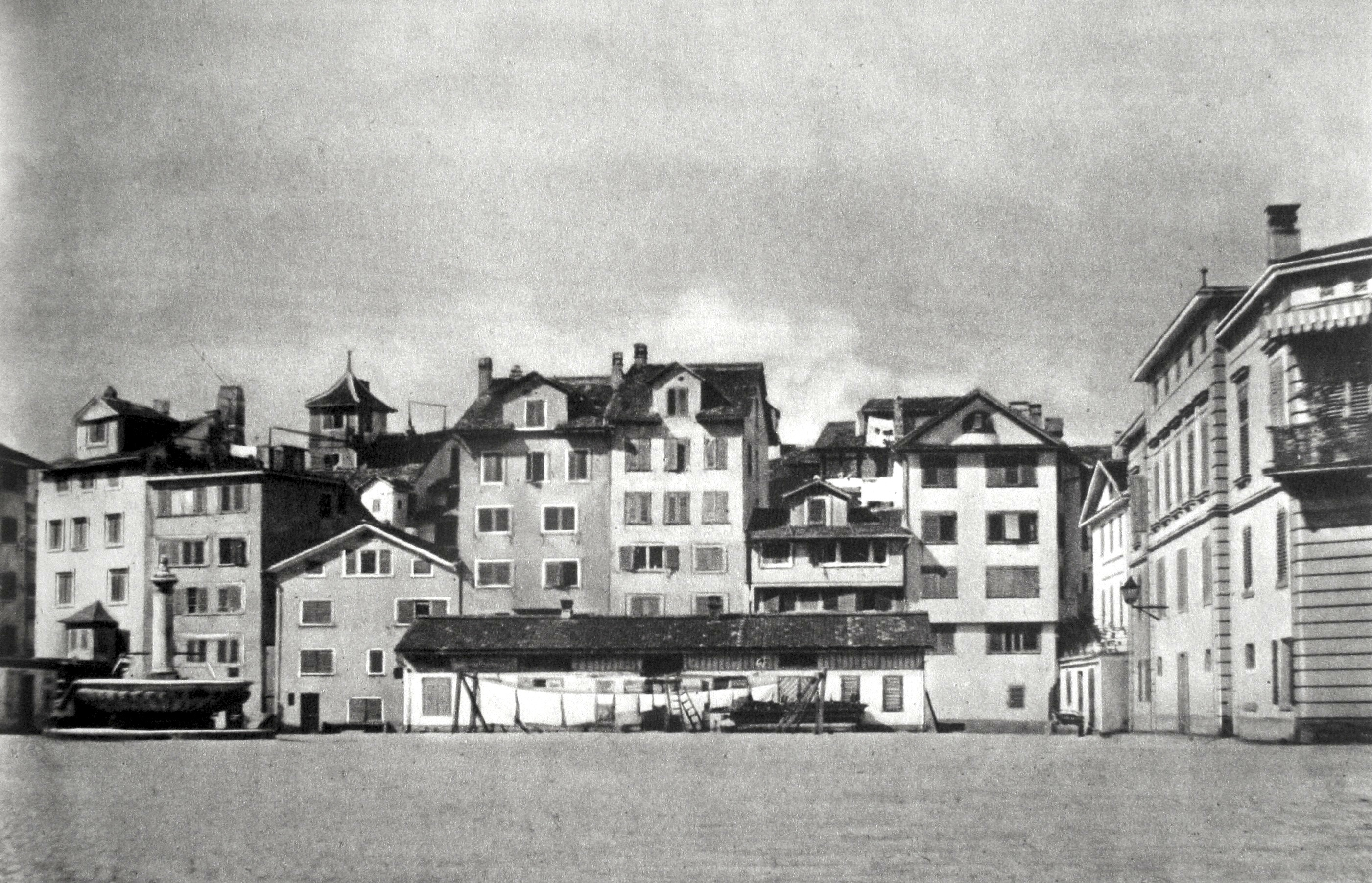
Häuserreihe im Norden des Stadthausplatzes. Von links «Vorder Kratz», «Kleine Rose», «Harzpfanne», «Sonnenzeit», «Zum Fass», «Weinhauen» und «Steinen Gesicht», querstehend davor ein Lagerhaus 1865
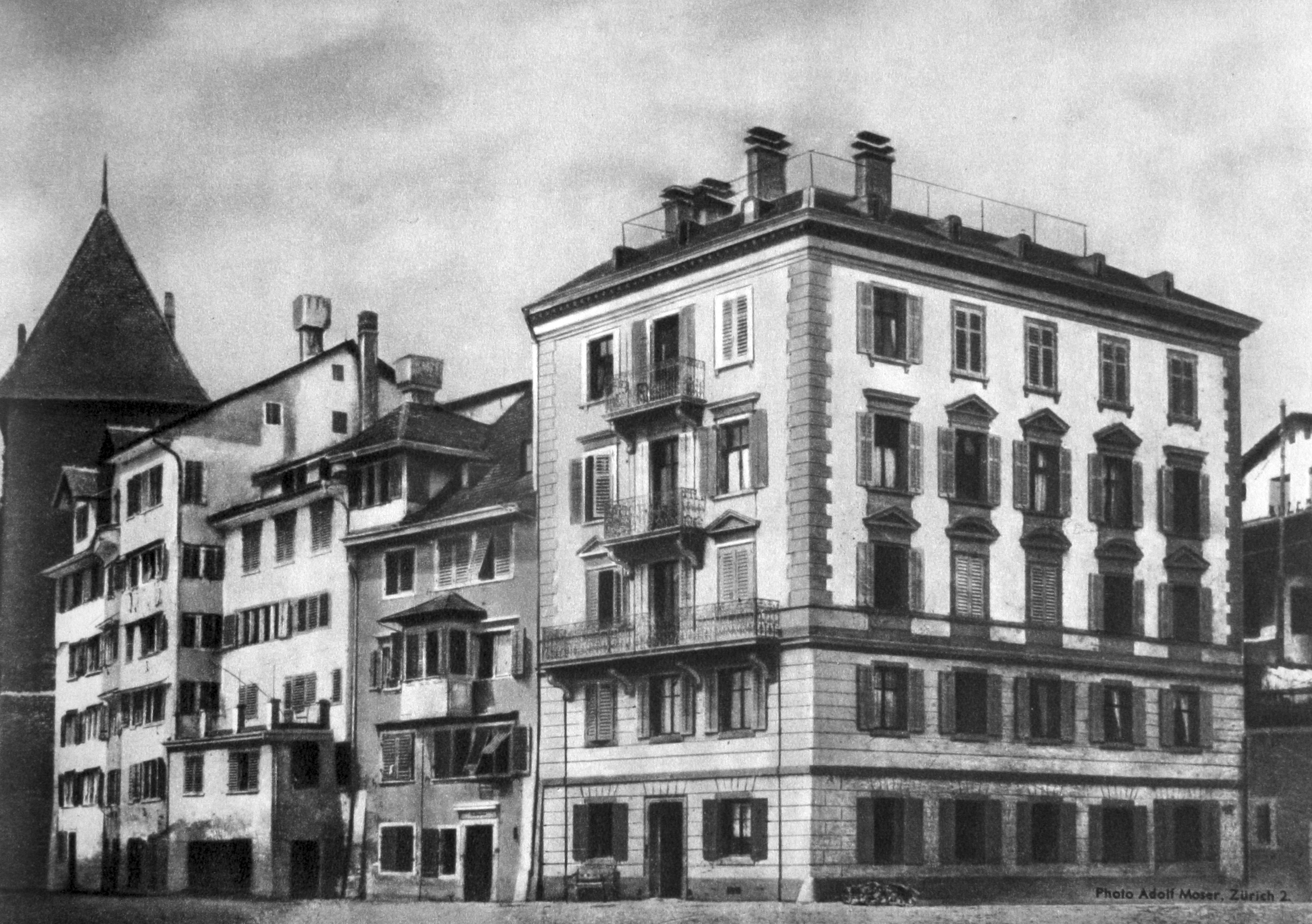
Von links der Kratzturm und die Häuser «Zu allen Winden», «Steinböckli», «Breitaxt», «Meerfräuli», «Königskron» und das stattliche «Zum alten Sonnenzeit» 1875
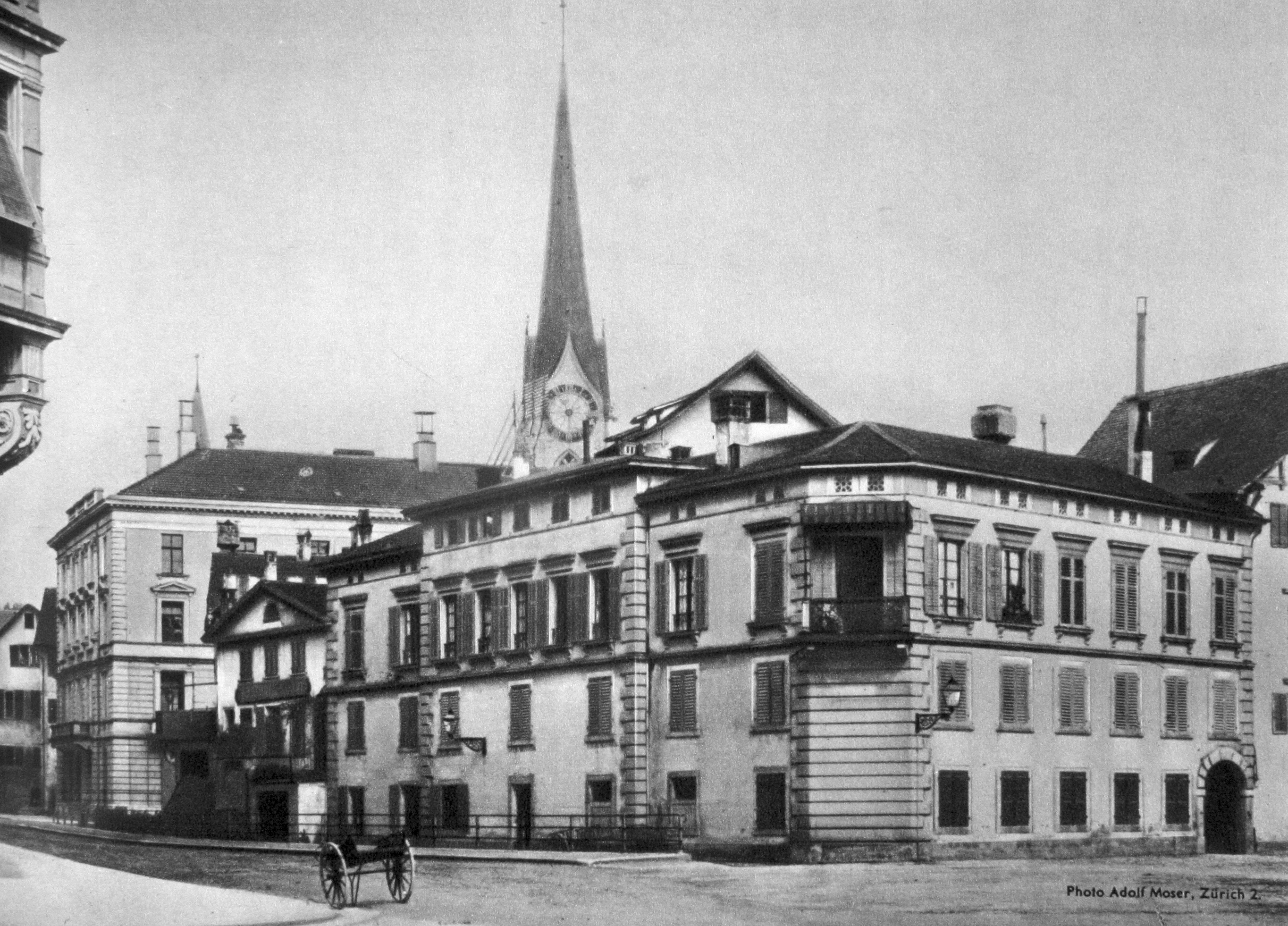
«Zum goldenen Ring», links daneben die Dépendance des Gasthofes «Zur Sonne» 1880
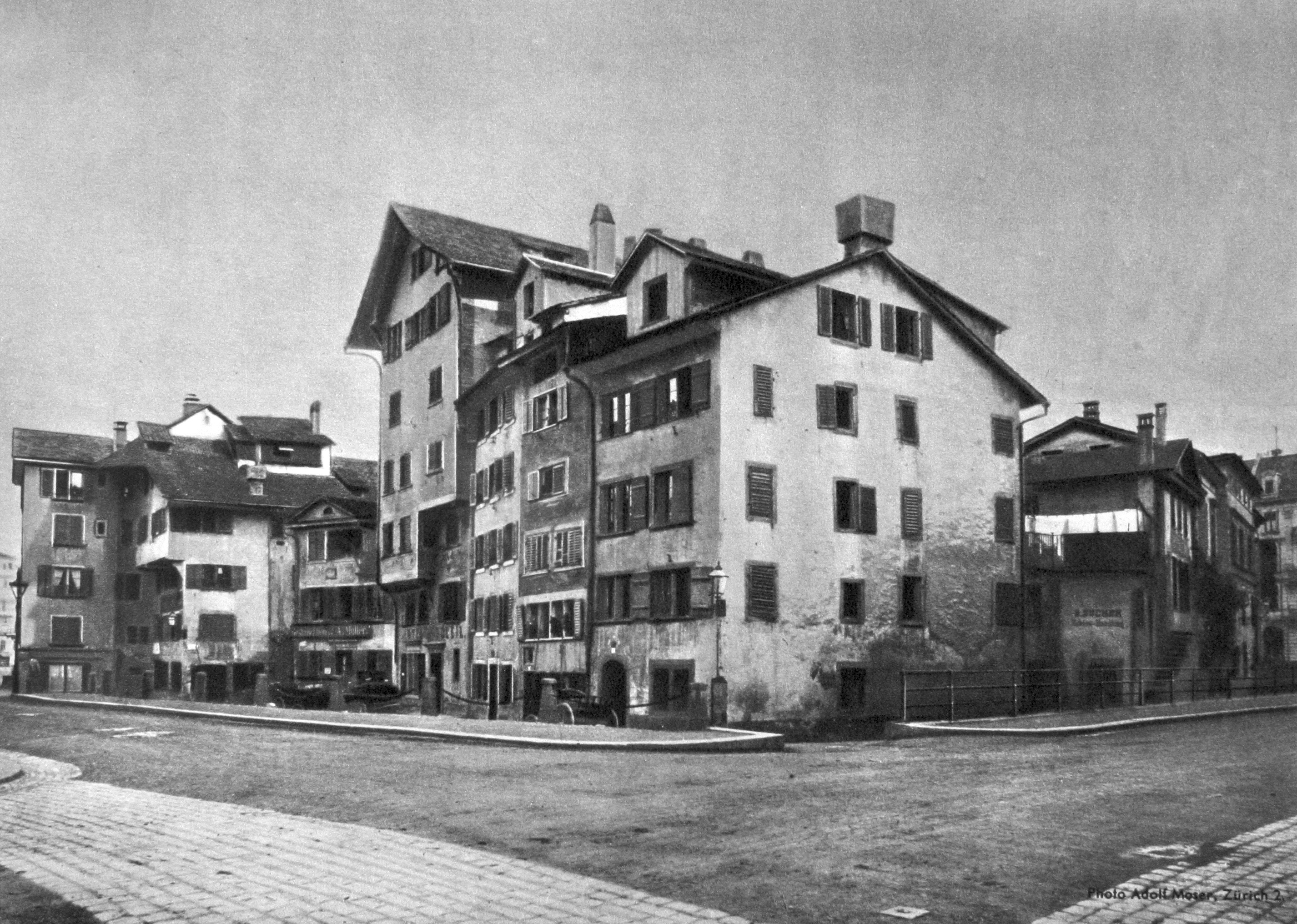
Links vorstehend das Café «Frieden», dann das ehemalige Pfisterhaus der Äbtissin «Zum goldenen Winkel», Restaurant «Zum Schwänli»,  Gasthof «Zur Sonne», «Leere Taschen», «Zimmeraxt» und das Eckhaus «Fliegender Engel» 1890
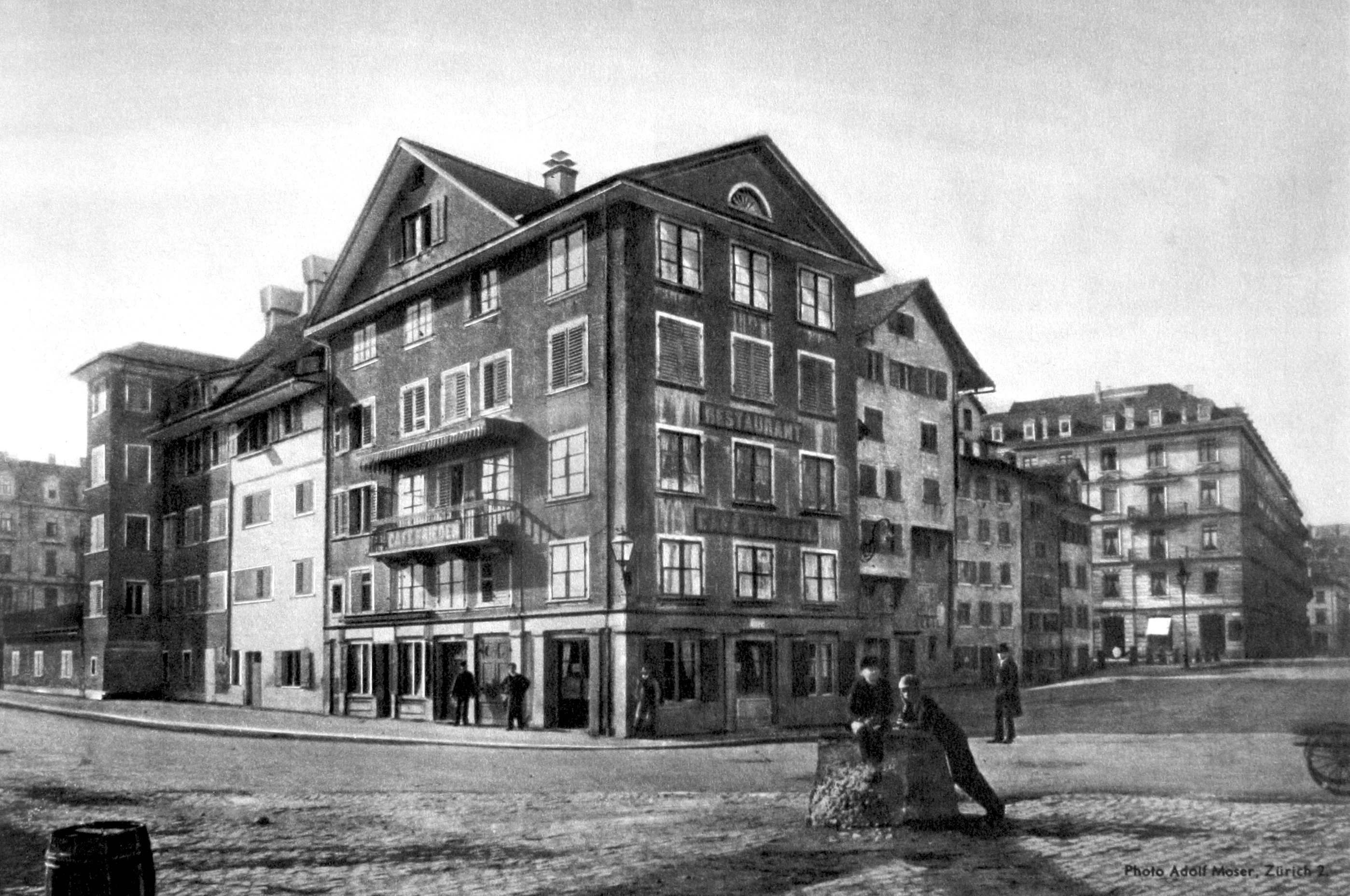
Ecke Kappelergasse (rechts) Stadthausquai (links) mit dem Eckhaus des Restaurants «Frieden» 1890
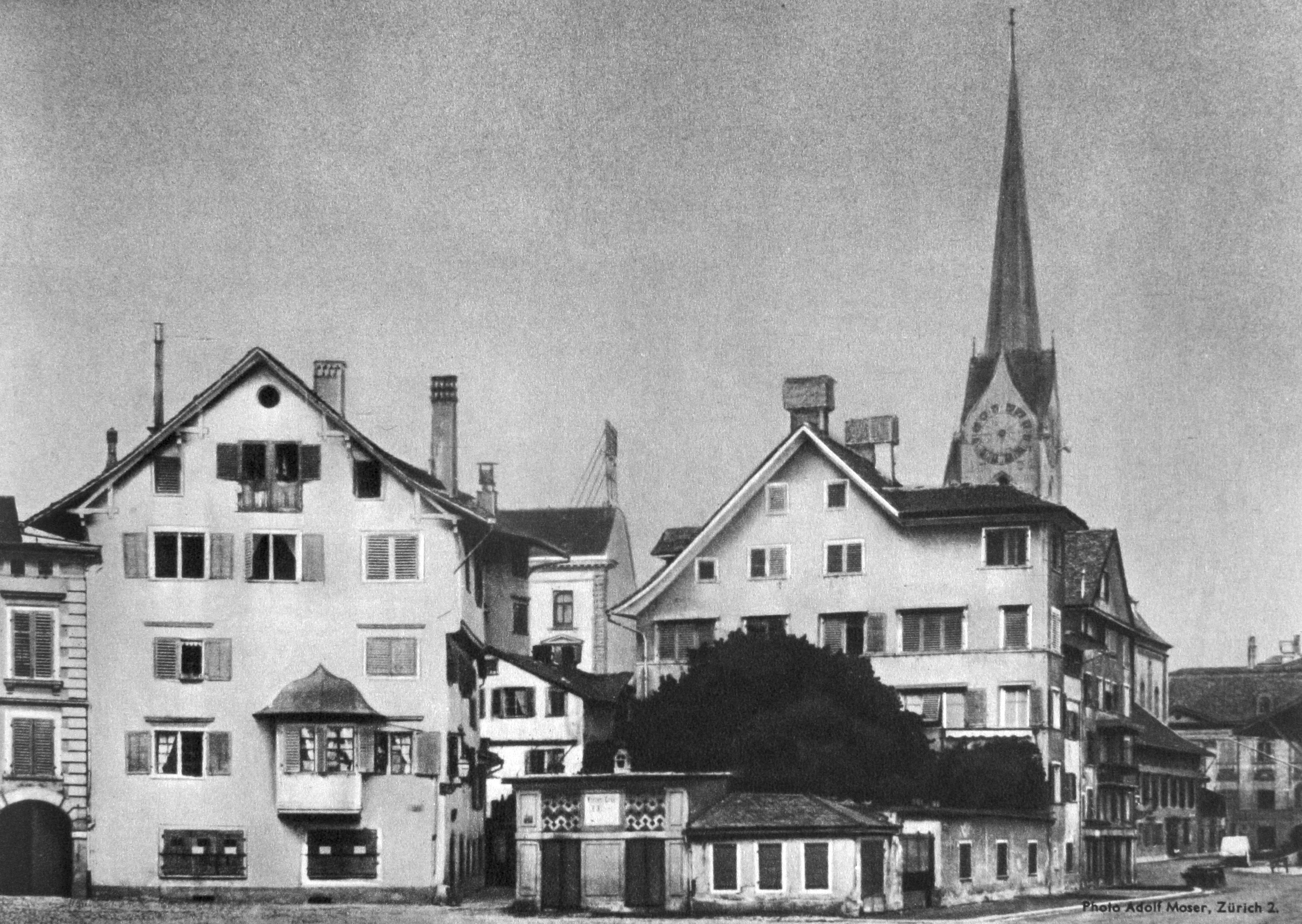
Am Stadthausplatz. Ganz links der «Goldene Ring», mit dem Erker der «Steinhof», dann das Helfereigässlein 1890
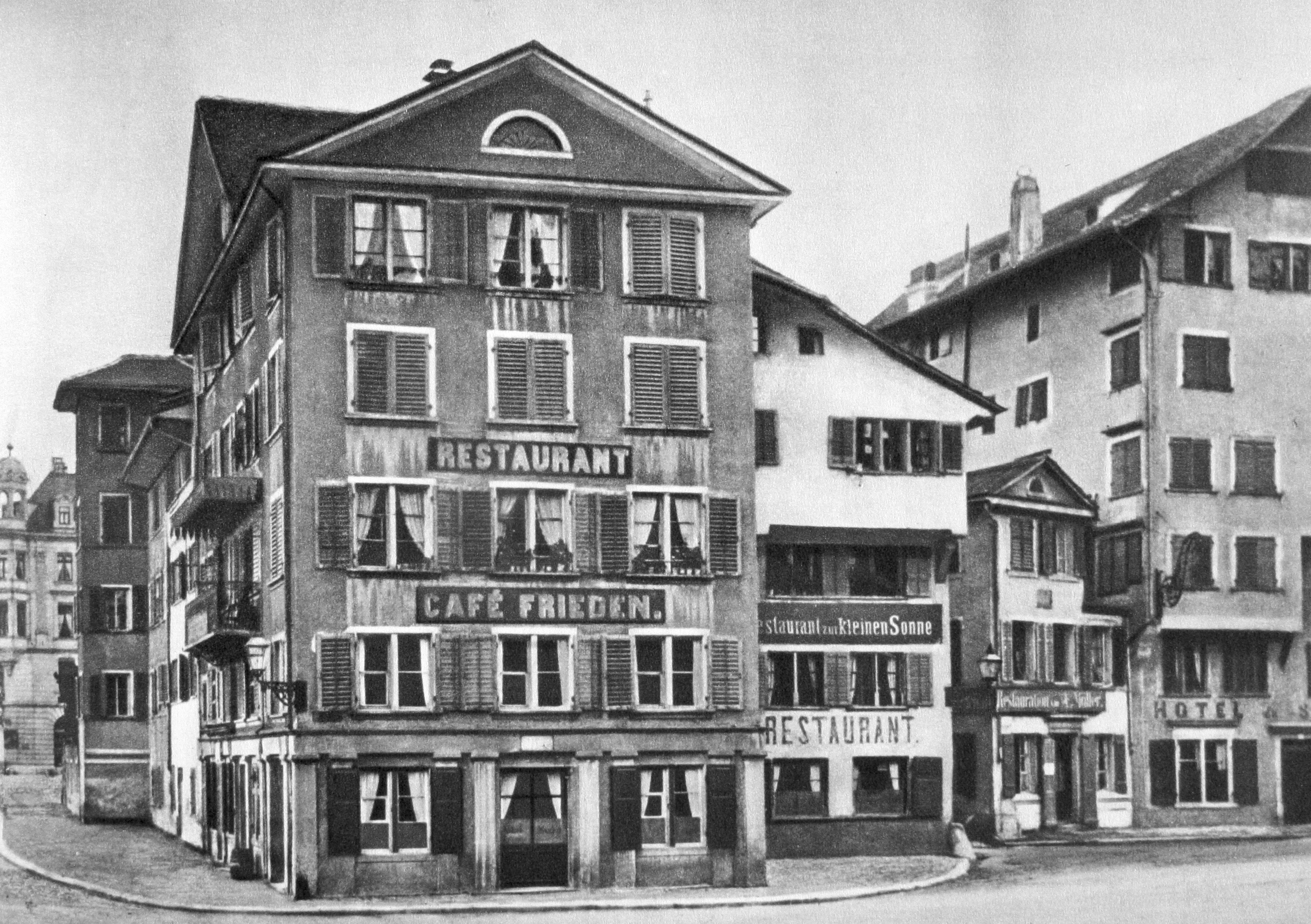
Restaurant «Frieden» 1890
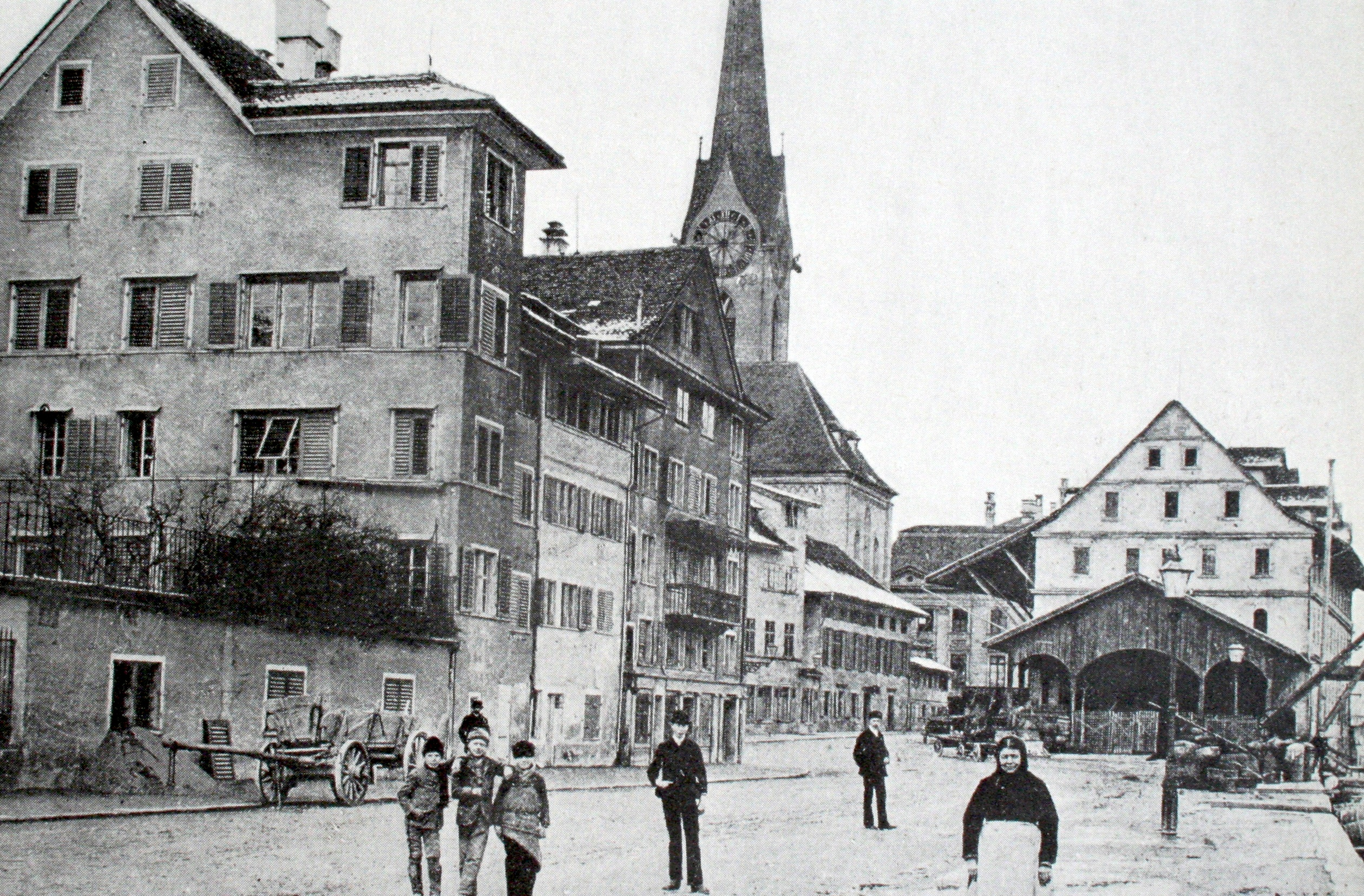
Blick über das Stadthausquai zum Kornhaus, 1880

### Kratzplatz

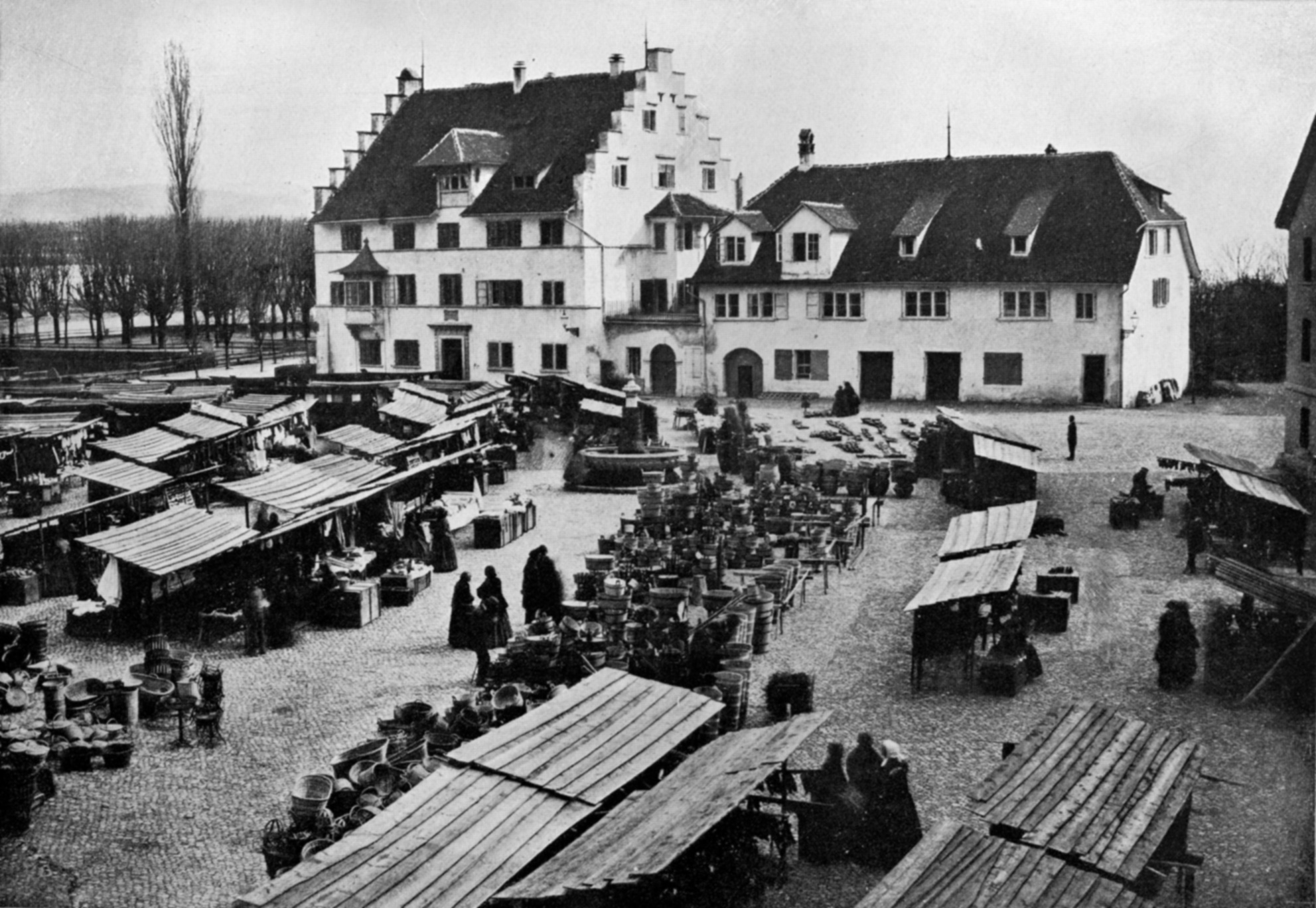
Martinimarkt 1865 auf dem Stadthausplatz mit dem Brunnen

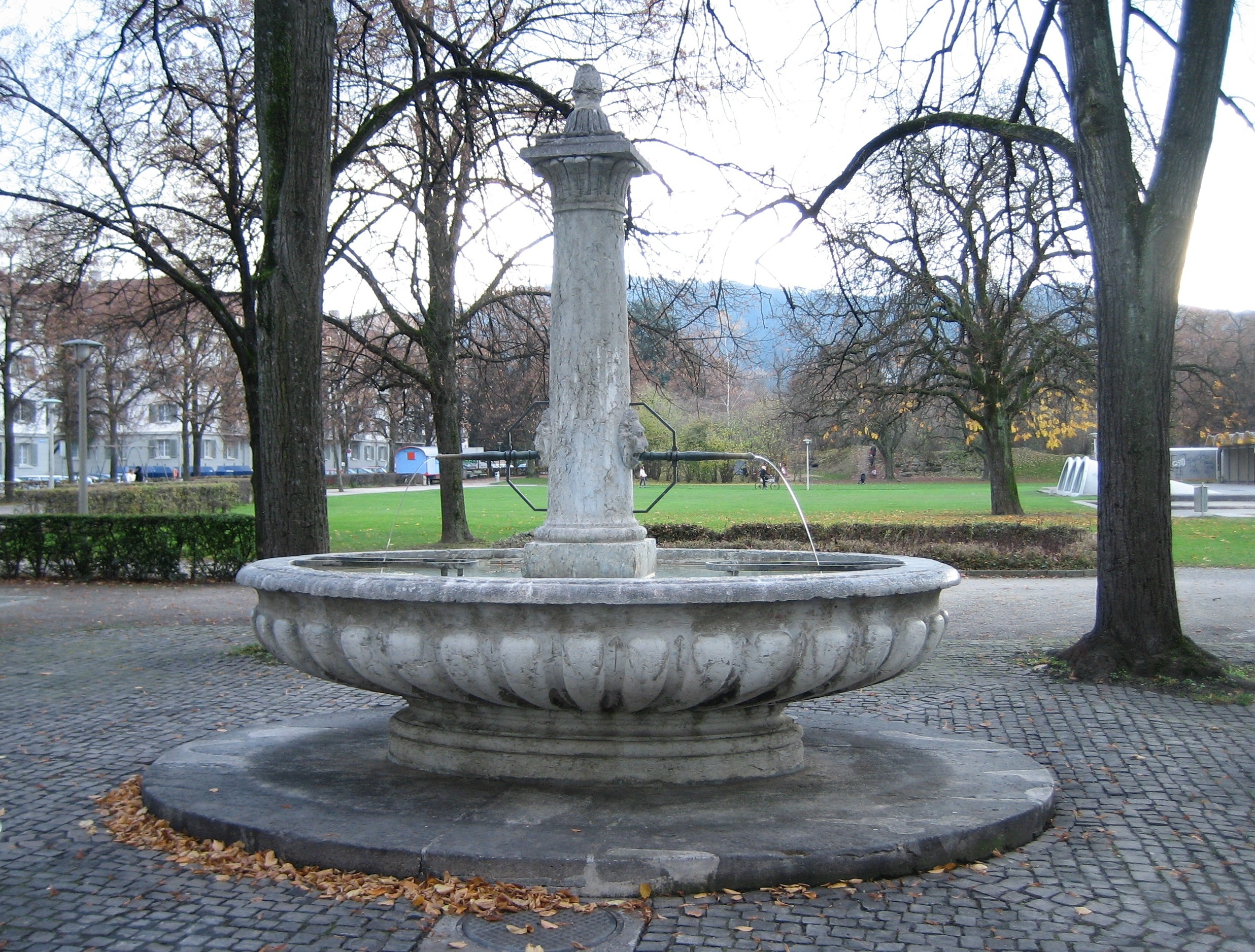
Kratzbrunnen, 2008

Das neue Zentrum des Quartiers wurden der «Kratzplatz» mit seinem Brunnen, auf dem seit 1796 Jahrmärkte stattfanden, sowie der grosse Waschplatz mit dem an die Baugartenmauer angelehnten Waschhaus. Nach einem Neubau 1847 übernahm die Stadt im Jahr 1850 dessen Organisation, 1877 wurde es abgetragen.
Der Brunnen aus Solothurner Marmor stand gegenüber dem Bauhaus in der Mitte des Platzes. Die Brunnenröhren mit drei Gesichtern stellte Hans Peter Albrecht her. Sein Wasser bezog er von der Albisriederleitung. 1632 wurde er auf Verlangen der Kratzbewohner erneuert. Nach dem Bau der Börsenstrasse wurde er zuerst an die südliche Ecke Bahnhofstrasse/Börsenstrasse verlegt, beim Bau der Nationalbank 1919 wurde er noch einmal versetzt. Als einziger Überrest des Kratzquartiers steht er heute am nördlichen Rand des kleinen Parks zwischen Zypressen- und Fritschistrasse.
Das stattlichste Haus am Platz war der «Goldene Ring», der 1843 an der Stelle kleiner Gewerbebauten errichtet worden war. Das Haus war der Wohnsitz des Architekten Julius Stadler (1855–1892), Dozent am Eidgenössischen Polytechnikum. 1891 wurde es für den Bau des «Metropol» abgebrochen.

### Bauhaus
Das auffallendste Gebäude des Kratzquartiers war das erkergeschmückte Bauhaus mit seinem charakteristischen Treppengiebeldach. Es wurde 1583–1586 erbaut und war die Wohnstätte des Stadtbaumeisters. Dieser war Angehöriger des Kleinen Rates und Bauvorstand der Stadt; ihm oblag die Aufsicht über alle städtische Bauten sowie Strassen und Brücken.
Bei der Güterausscheidung zwischen Kanton und Stadt im Jahr 1803 wurde das Bauhaus der Stadt überlassen, welche darin die Stadtkanzlei und die Wohnung des Stadtschreibers unterbrachte. Nach dem Bezug des neuen Stadthauses südlich des Fraumünsters wurde das Bauhaus 1886 abgebrochen. Zuletzt diente es als Quarantänelokal für Pockenverdächtige.
Dem Bauhaus schloss sich im Süden der Halbturm des Ravelins an, der 1540 errichtet und 1576 um ein Geschoss erhöht und mit Schiessscharten und einem Spitzdach versehen wurde.  Westlich an das Bauhaus war die Bauhütte der Stadt angebaut, der Sitz des «Städtischen Werkmeisters in Stein».

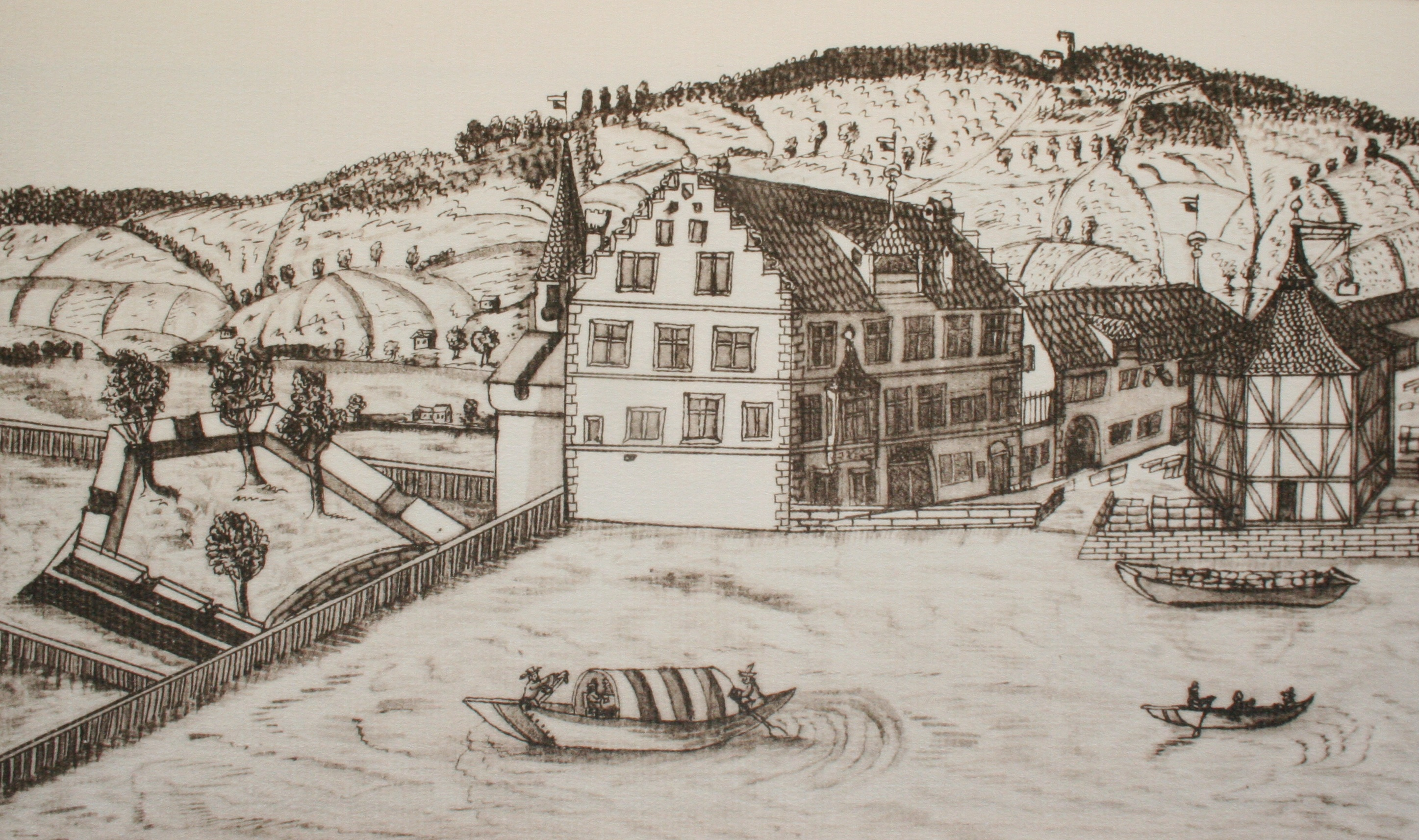
Das Bauhaus um 1700, Zeichnung von Gerold Escher
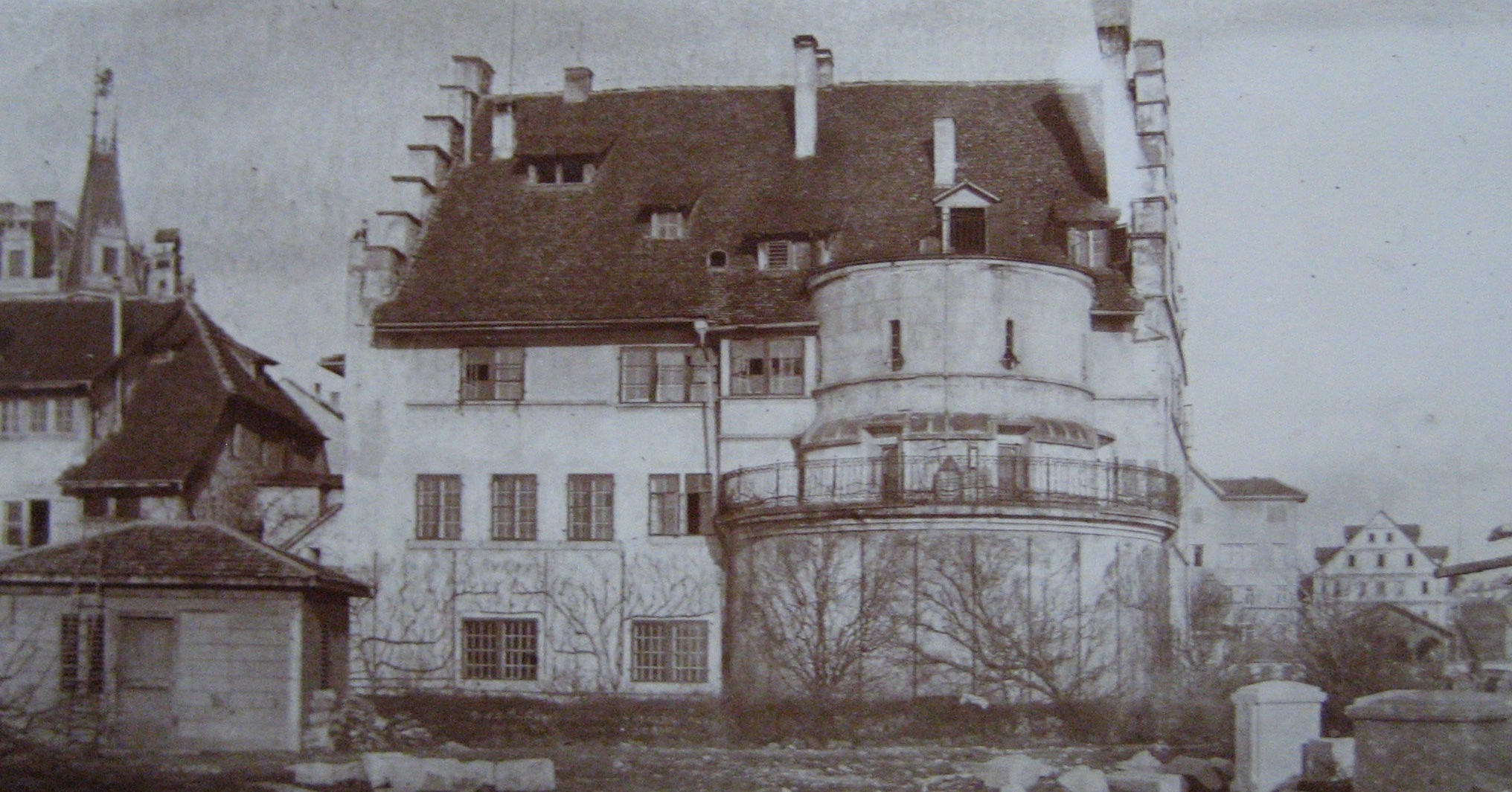
Bauhaus mit Rest des Ravelins, Ansicht von Süden
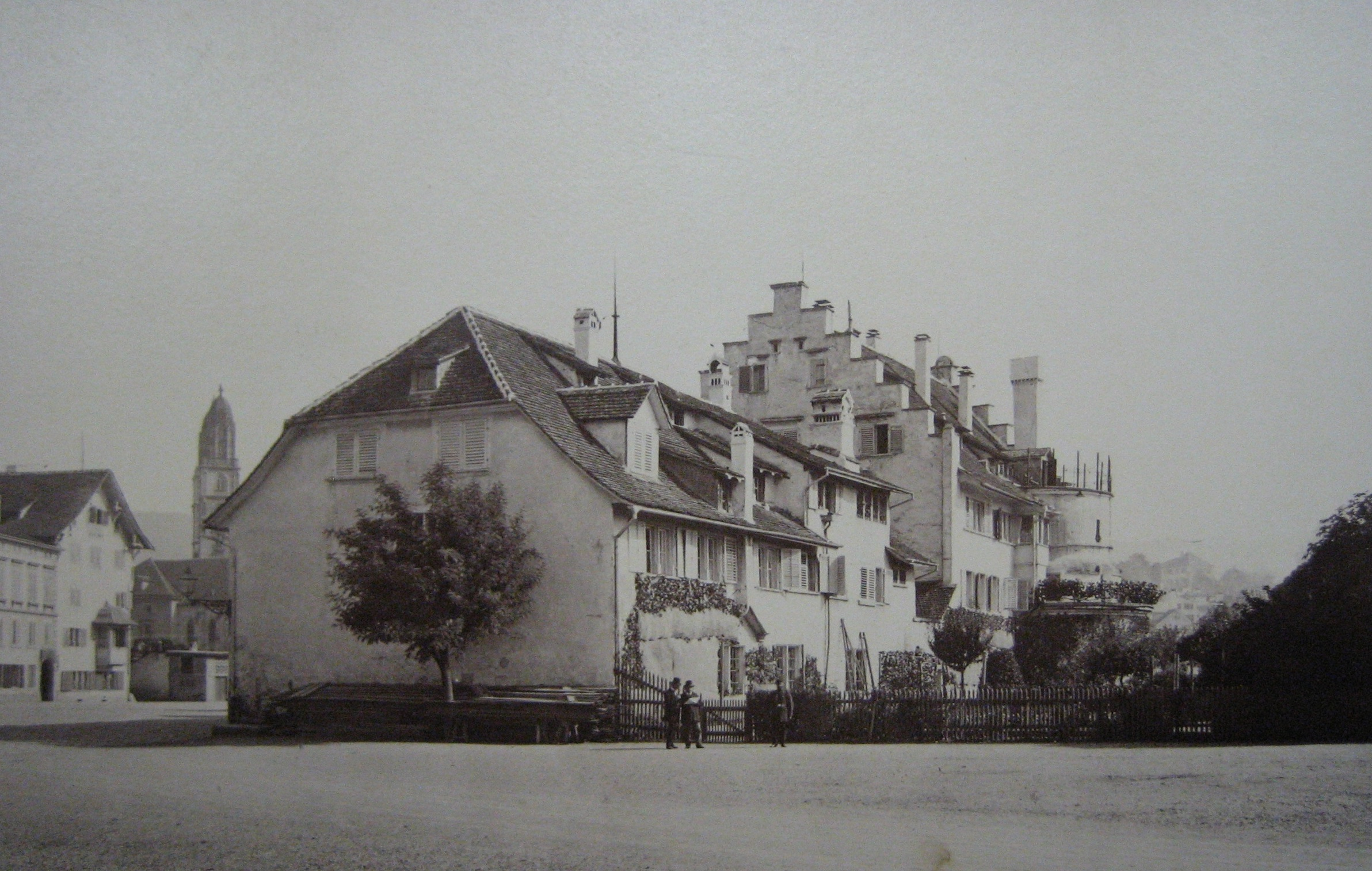
Ansicht um 1880, Ansicht von Westen
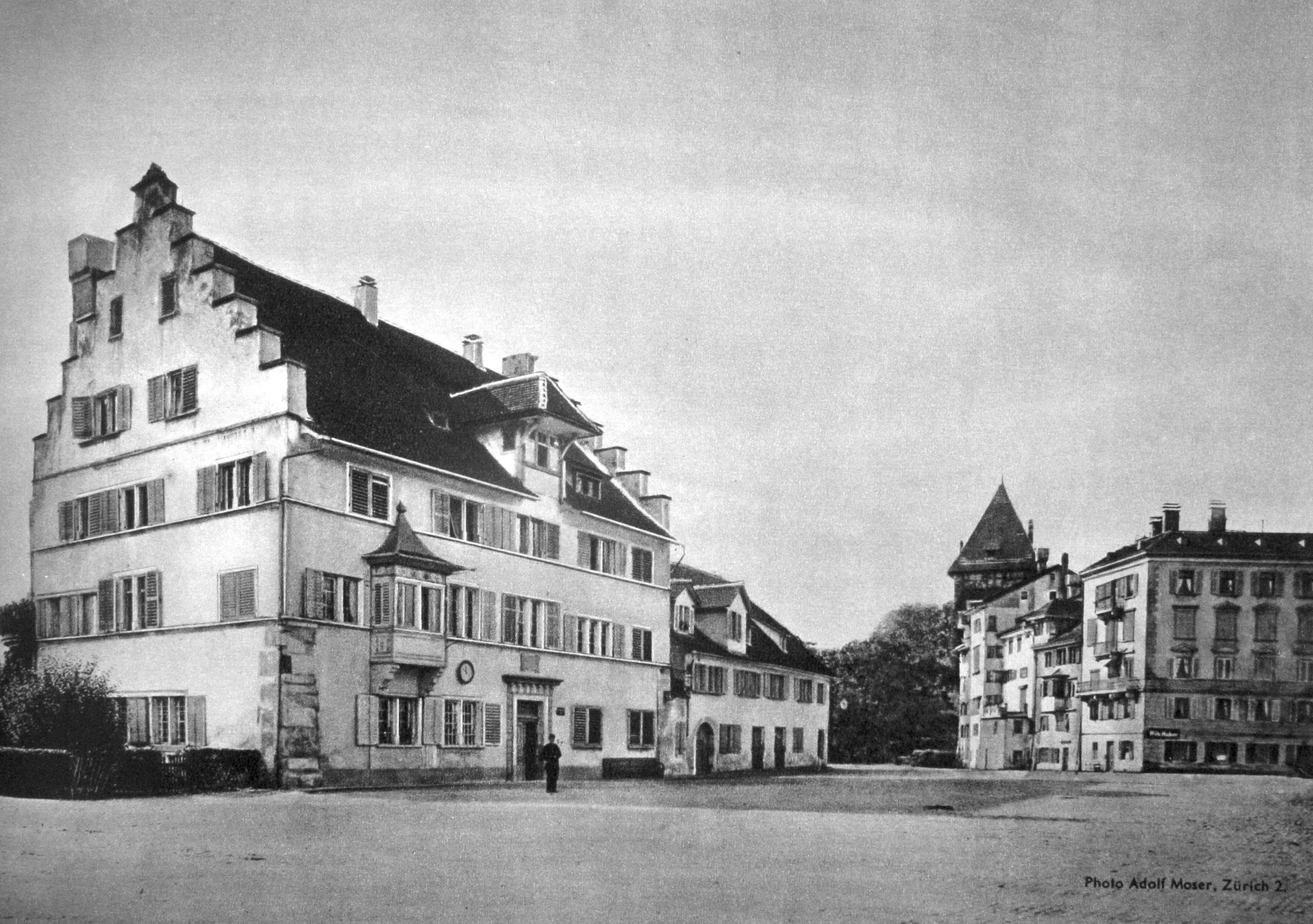
Bauhaus, Blick nach Südosten
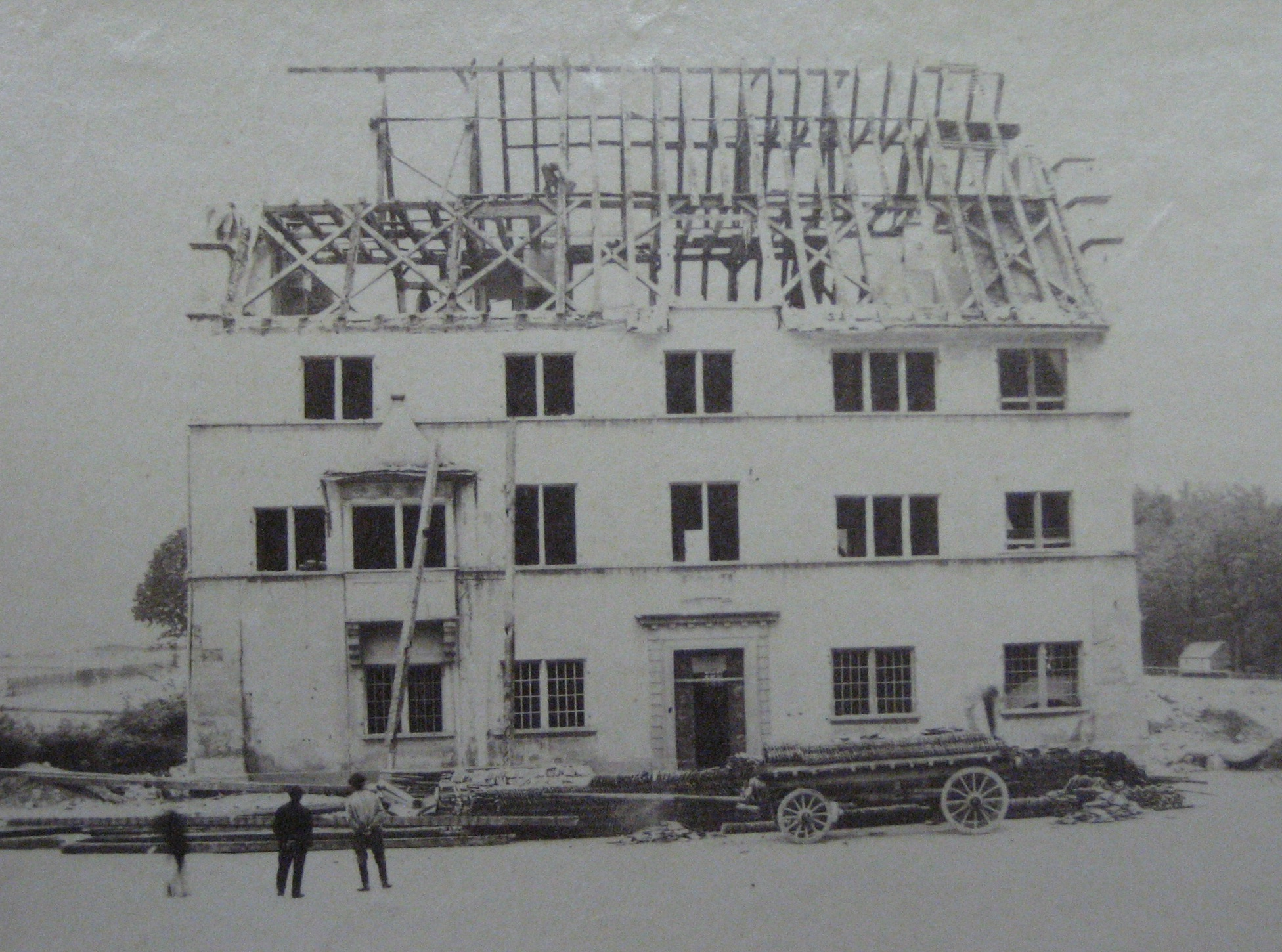
Das Bauhaus wird abgebrochen

### Kratzturm

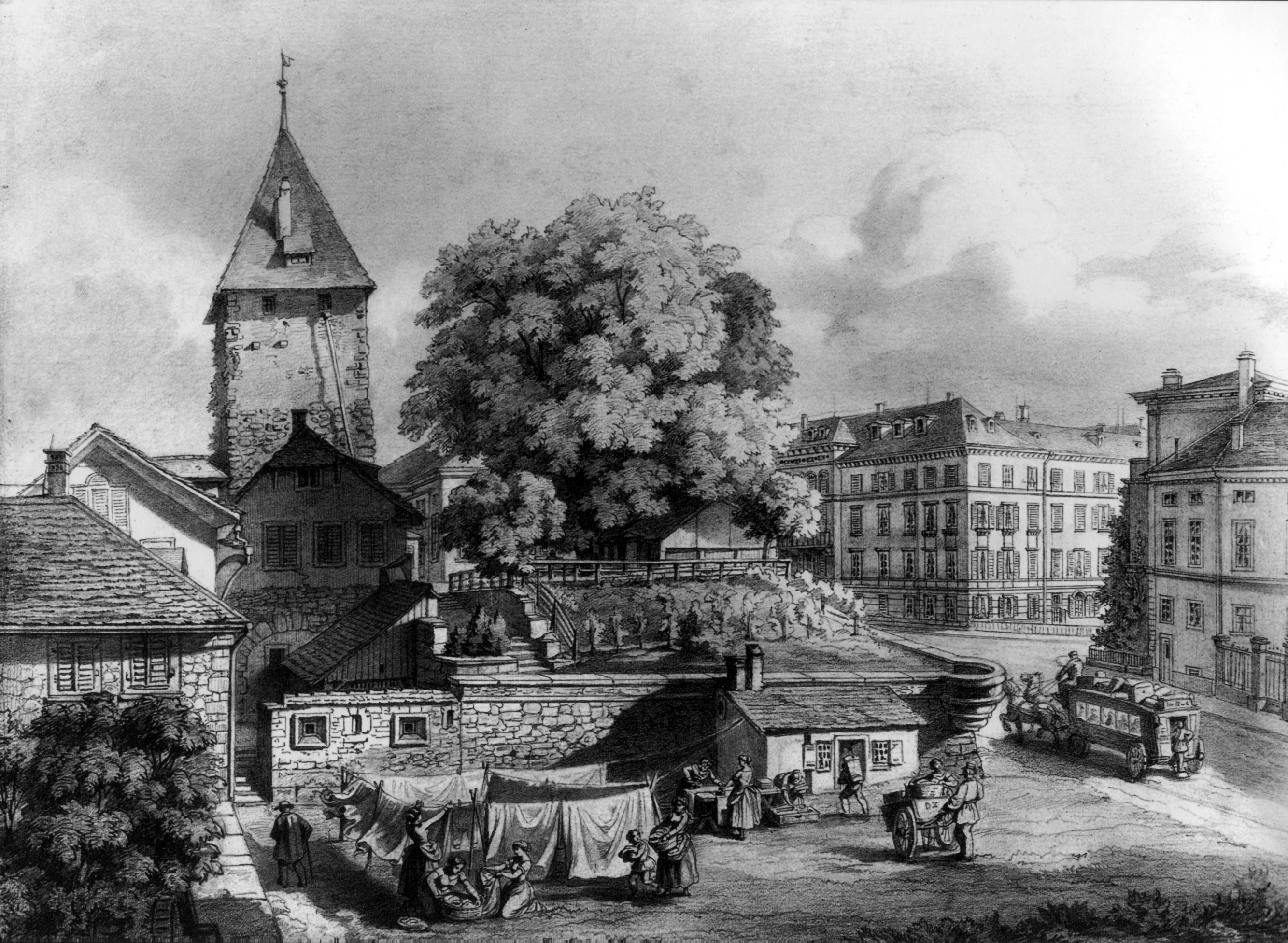
Kratzturm mit Restaurant Baugarten

Der Kratzturm gehörte zur linksufrigen Stadtbefestigung. Er wurde 1397 erstmals als kratzturn erwähnt und auch «Turm am Spitz» genannt. 1877 fiel der Turm trotz heftiger Proteste der Verlängerung der Bahnhofstrasse zum Opfer. Über seinen ehemaligen Standort verläuft heute die Kreuzung der Börsen- und der Bahnhofstrasse.
Neben dem Kratzturm lag das Baugartenbauwerk (ehemals Bollwerk «am Spitz»). Seit 1807 stand dort eine kleine Wirtschaft, die der 1802 ins Leben gerufenen «Baugarten-Gesellschaft» als Sommerlokal diente. Die Baugartengesellschaft wurde 1904 vom letzten noch lebenden Vorstandsmitglied aufgelöst.

## Grosse  Bauperiode

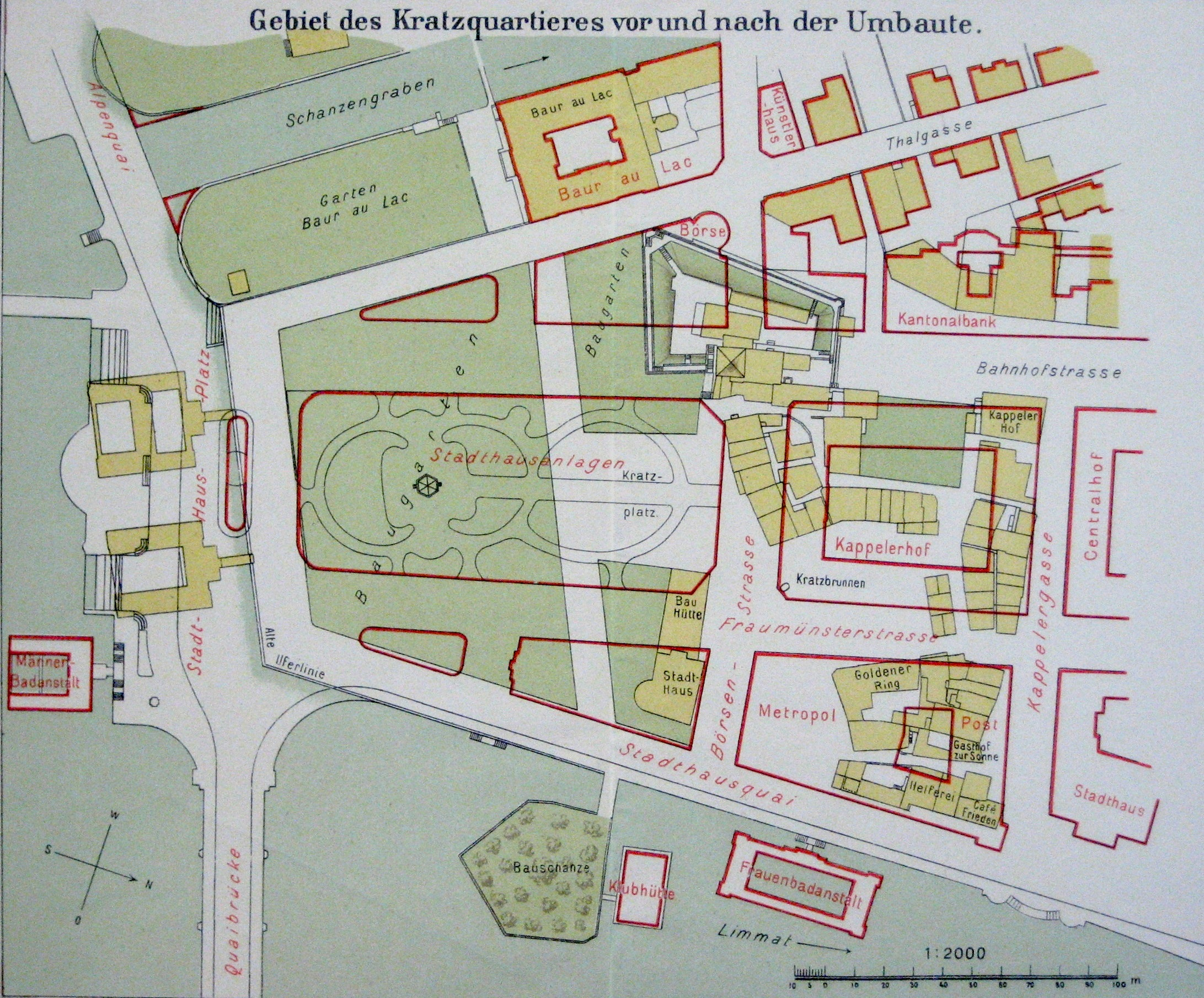
Plan von 1902

Bis 1844 wurde die alte Uferlinie von 1540 südlich des Stadthauses durch eine grossflächige Auffüllung weiter seewärts verschoben. Als Füllmaterial wurde Abbruchmaterial der mittelalterlichen Befestigungen verwendet. Die neu gewonnene Fläche diente zunächst als Werkplatz, 1841 wurde daraus der Stadthausgarten, in den der Kratzturm mit dem Baugarten einbezogen war. Auch durch den Bau der Poststrasse (1835–38) und des Stadthausquais (1841–43) wurde bisher immer noch isolierte Kratzquartier besser zugänglich und aus seiner Randlage befreit, dafür wurde es von anderer Seite her bedroht.
Hatte sich der Ausbau der Stadt bisher mehrheitlich auf unbebaute Gebiete beschränkt, begannen Erneuerungspläne der zweiten Hälfte des 19. Jahrhunderts vermehrt auch die gewachsene Altstadt zu tangieren. Vor allem der Ingenieur und Politiker Arnold Bürkli trieb die systematische Quartiererneuerung energisch voran. In Bezug auf das Kratzquartier liegt der Gedanke nahe, dass hier ein Quartier fallen sollte, in dem nach wie vor zahlreiche Minderbemittelte wohnten. Am 18. Mai 1858 beschloss der Stadtrat, für die Neubebauung des Kratzquartiers einen Wettbewerb auszuschreiben; das Quartier sollte zur merklich neuen Zierde für Zürich werden und ein neues Stadthaus einschliessen. Im Januar 1859 hatten mehrere Architekten ihre Pläne eingereicht, darunter Johann Jakob Breitinger, Gottfried Semper und Ferdinand Stadler. Das Projekt von Semper fand die grösste Beachtung: Nach seinen Plänen würde Zürich ein Bauquartier erhalten, wie keine Schweizer Stadt ein schöneres aufzuweisen hätte. Trotzdem wurde Sempers Projekt nicht weiter verfolgt, die Experten hielten seine Idee für verfehlt, das Stadthaus in die Mitte des neuen Quartiers zu stellen. Damit der Bau der ganzen Stadt zugute komme, solle er näher beim Stadtkern südlich des Fraumünsters zu liegen kommen – wie es denn auch geschah.
Die weitere Planung lag in den Händen des Stadtingenieurs Arnold Bürkli. Dieser sah 1862 für das Kratzquartier eine dichte Überbauung mit Blockvierteln vor sowie eine geradlinige Fortführung der Bahnhofstrasse bis zum See. Diesem Vorhaben stand der Kratzturm mit dem Baugarten im Weg. Obwohl Semper zuvor den Baugarten selber hatte überbauen wollen, setzte er sich nun vehement für dessen Erhaltung ein und verglich die Aussicht mit der Terrasse des Gasthofes zur Mole in Gaëta. 1863 verfasste er ein Gutachten über die Nutzung des Baugartens, und 1867 entstand zusammen mit einem Schüler ein «Generalplan» für Zürich, in dem der Aussichtsplatz erhalten blieb.
Durch den geplanten Bau der neuen Börse auf dem Baugartenareal wurde 1874 das Thema Kratzquartier wieder aktuell. Die Stadt schrieb für die Gestaltung der Quaianlagen und das Kratz einen Wettbewerb aus. Trotz dem erbitterten Widerstand der Gegner, allen voran der Baugartengesellschaft, die sich für die Erhaltung des idyllischen Gartens mit dem mittelalterlichen Turm einsetzten, wurde die Vorlage über den Börsenbau am 19. März 1876 angenommen. Zum Entscheid beigetragen haben mag eine zweckgebundene Schenkung der Erben Heinrich Bodmers zur Arch in der Höhe von einer halben Million Franken, die bei einer Ablehnung unter Umständen verfallen wäre.
Beim neuen Quartierplan berief sich die Jury ausdrücklich auf Sempers erstes Kratzquartier-Projekt, bei welchem die Bauschanze beseitigt werden sollte. Das Stadthaus wurde dann aber doch neben das Fraumünster gebaut, in die «Stadthausanlage» kam 1919 die Nationalbank zu stehen.
Mit der Annahme der Börsenvorlage war das Schicksal des Baugartens und gesamten Kratzquartiers besiegelt Im März 1878 wurde mit der Abtragung des Baugartens begonnen. Der mittelalterliche Kappelerhof musste ebenfalls 1878 einem neuen Häusergeviert weichen. Das restliche Quartier wurde nach und nach geschleift. Die letzten alten Häuser im Kratz fielen 1891, an ihrer Stelle steht heute das Haus «Metropol».

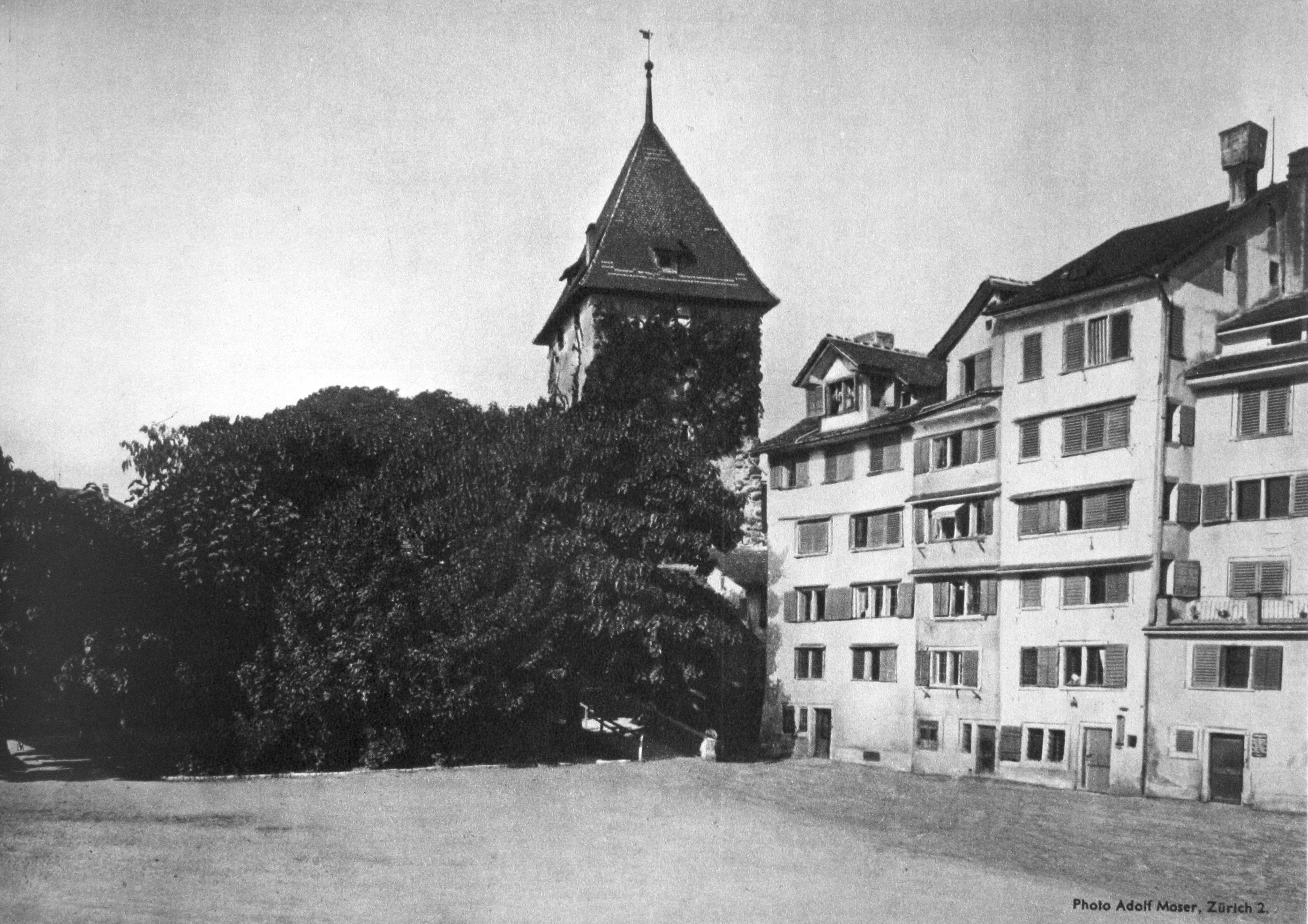
Kratzturm und Baugarten
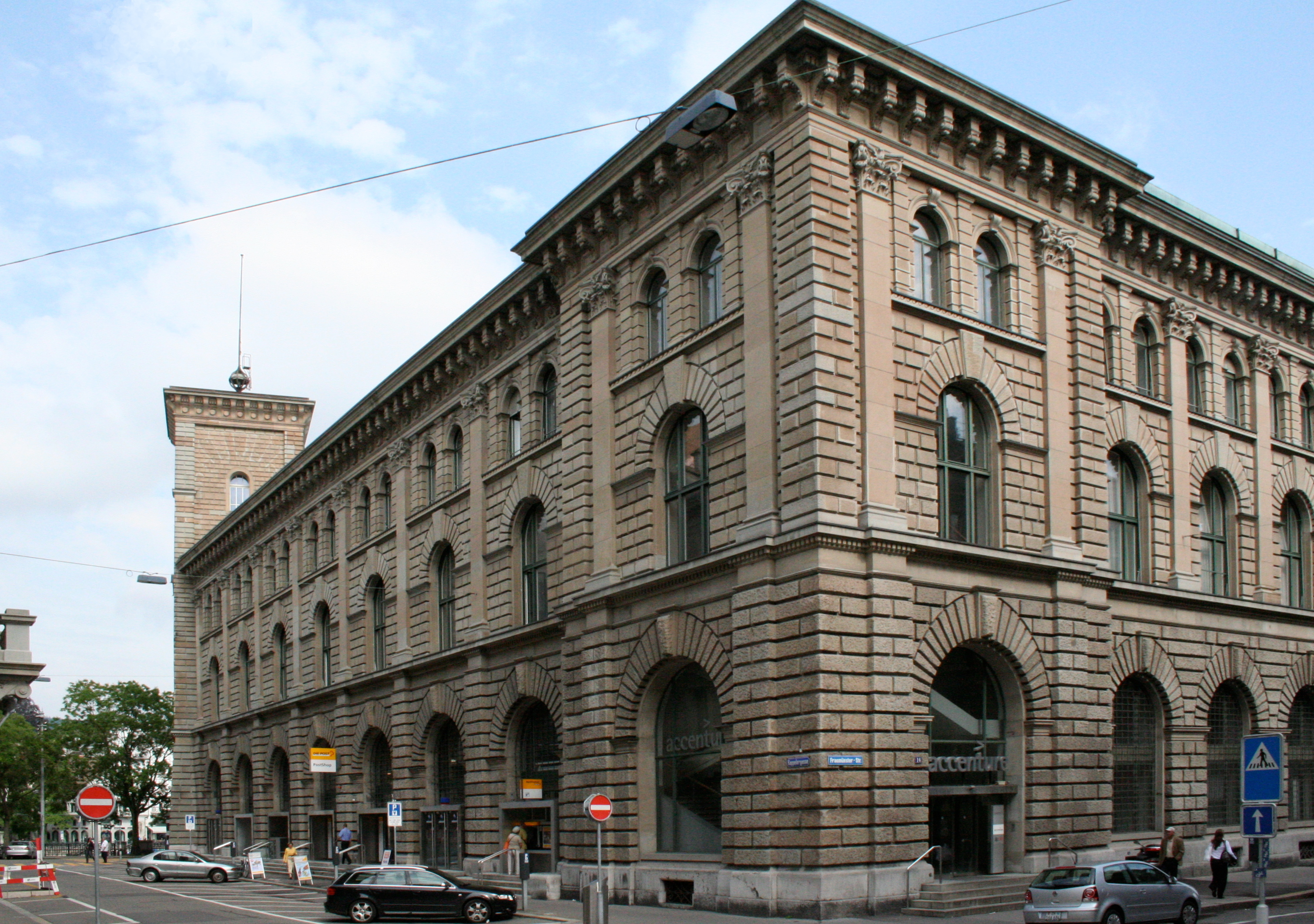
Gleiche Ansicht heute: Die Fraumünsterpost
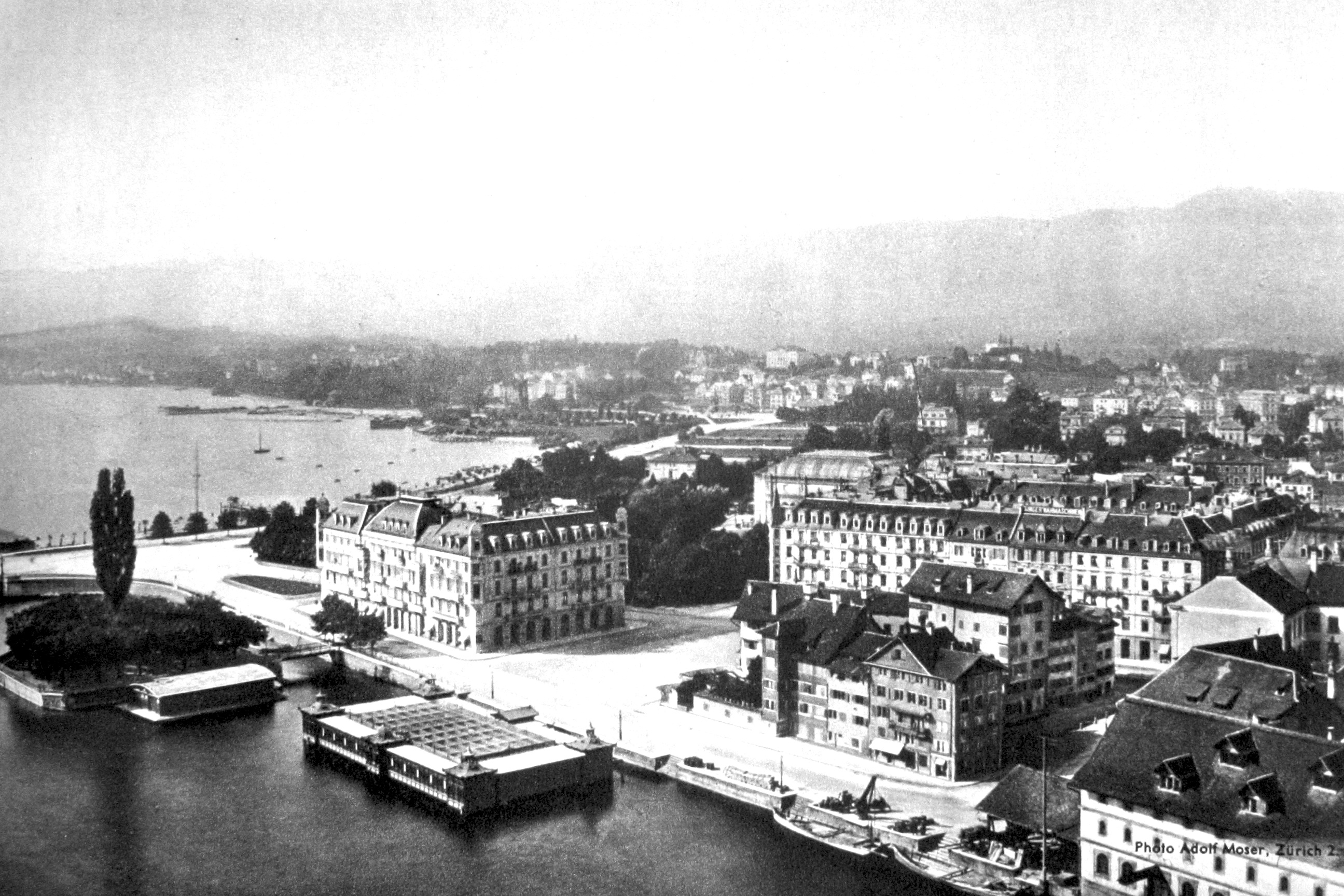
Die letzten Kratzhäuser 1891
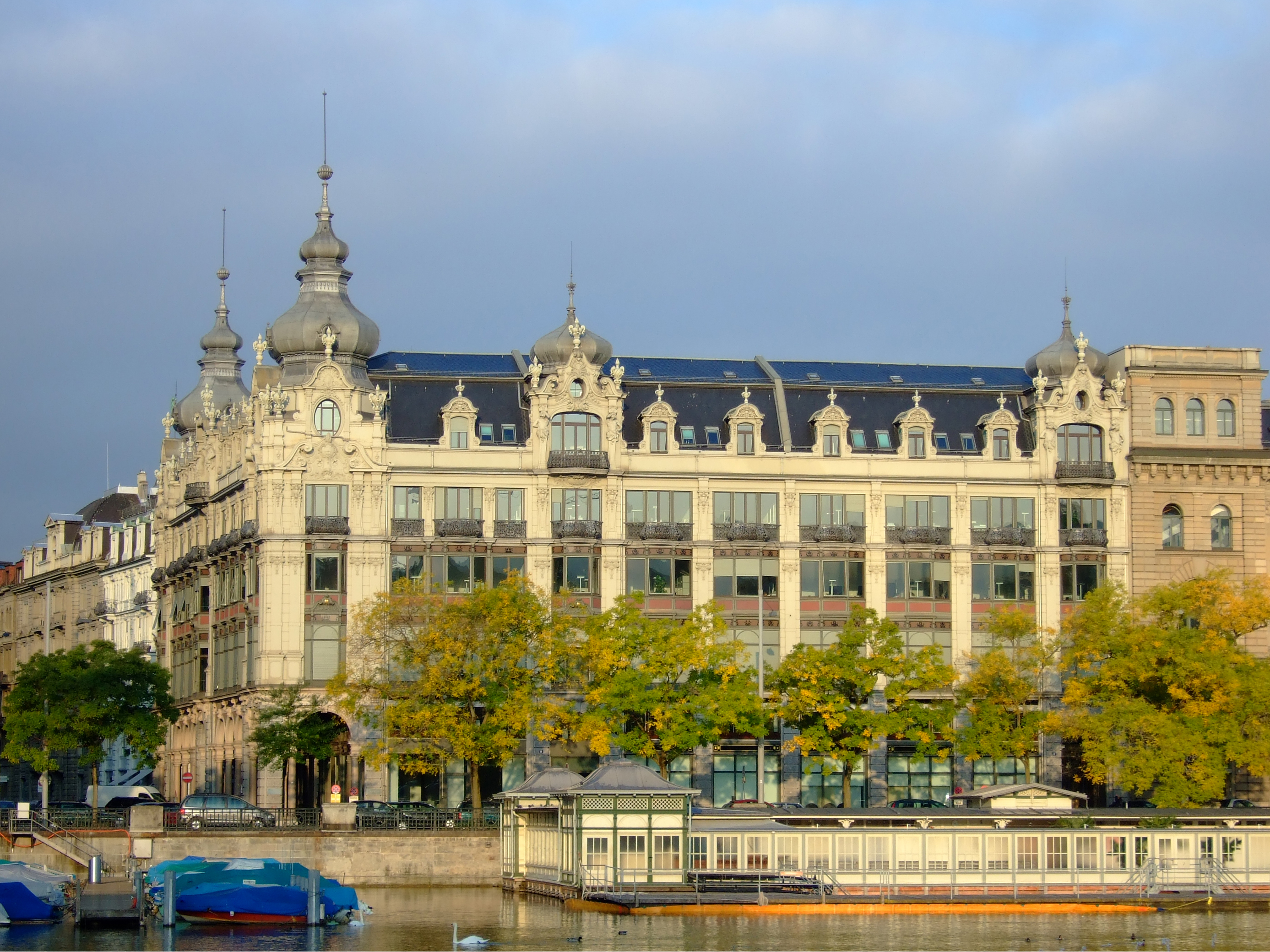
Gleiche Stelle heute: Haus «Metropol»